# Niello
Niello – metoda zdobienia przedmiotów metalowych, stosowana w złotnictwie. Wzór wyryty w metalu wypełnia się pastą złożoną z siarczków srebra, miedzi i ołowiu, a następnie poddaje polerowaniu w celu uzyskania granatowego, czarnego lub szafirowo-czarnego rysunku, kontrastującego z tłem. Technika znana od starożytności, szczególnie popularna w średniowieczu. Niello to także rycina próbna lub dla zachowania wzoru, odbita na papierze ze srebrnej lub złotej plakietki, zdobionej techniką niello. Odbitki te dały początek powstaniu techniki druku wklęsłego.

## Historia

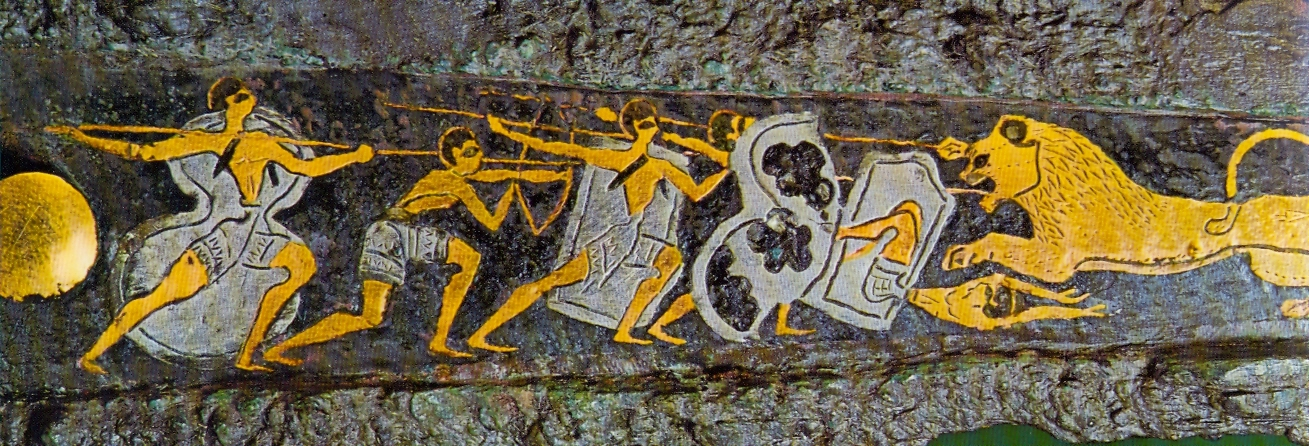
Detal przedstawienia "polowania na lwy sztyletem", niello, złoto i srebro pochodzące z Okręgu grobowego A, Mykeny, ok. 1550 r. p.n.e.

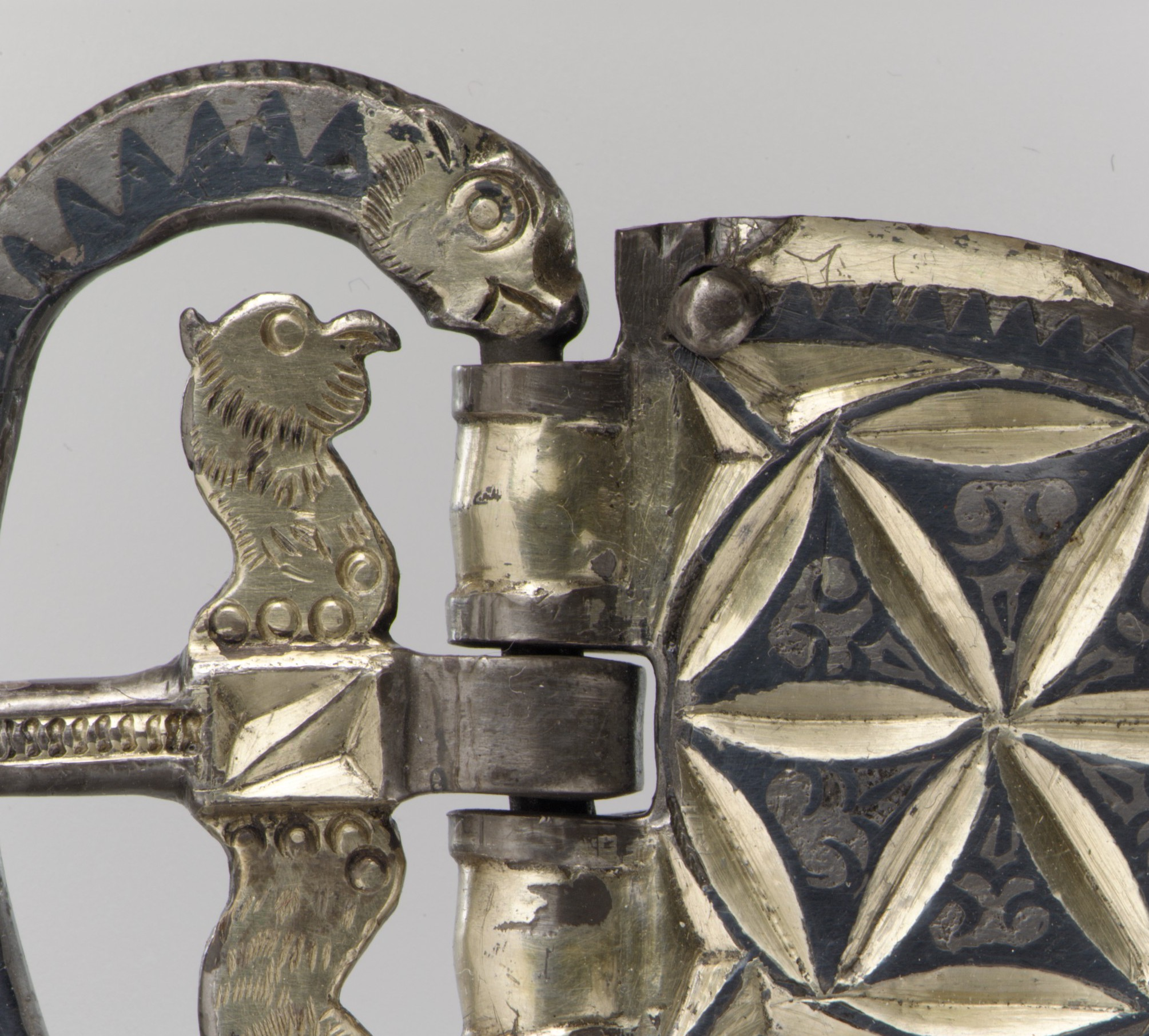
Detale późnorzymskiej złoto-srebrnej klamry z Galii, 400 r. n.e.

### Epoka brązu

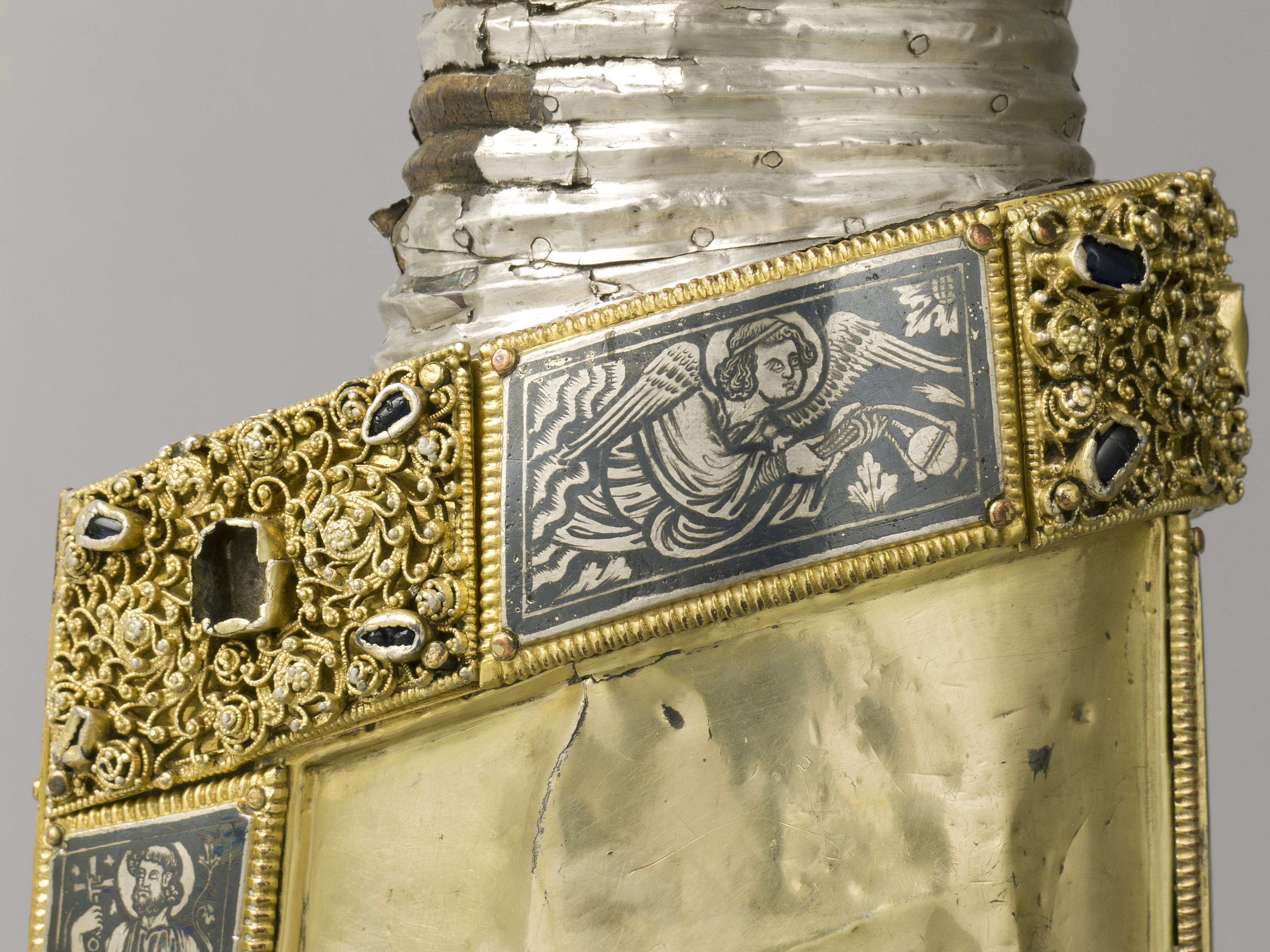
Elementy relikwiarza, mosan, ok. 1230

Jest parę dyskusyjnych przykładów, w których uważa się że technika niello została wykorzystana w okolicach basenu Morza Śródziemnego. Debata, która już trwa wiele lat dotyczy składu pasty. Najwcześniejsze doniesienia o wykorzystywaniu niello pochodzą z Babilonu w Syrii z około 1800 r. p.n.e., które ma znajdować się w hieroglifach na bułatach. Trochę później w starożytnym Egipcie pojawia w grobowcu królowej Ahhotep II, która żyła około w latach 1550 r. p.n.e., sztylet udekorowany skalistym krajobrazem i lwem goniącego cielaka. Wykonano w stylu, który wskazuje na wpływy greckie lub chociaż podobnym do tego, którym dekorowano sztylety lub inne obiekty w grobowcach w Mykenach.
Mniej więcej w tym samym czasie około 1550 r. p.n.e. pojawia się parę sztyletów pochodzących z grobów szybowych elity mykeńskiej (Okręg grobowy A i Okręg grobowy B) posiadające długie sceny biegnące wzdłuż ostrza. Pokazują typową dla sztuki mykeńskiej przemoc, a także wysoki poziom techniki jak i przedstawienia figuralne, które są wyjątkowo oryginalne w kontekście kultury greckiej. Pojawiają się sceny polujących lwów, czy też atakujących lub atakowanych mężczyzn. Większość z nich obecnie znajduje się w Narodowym Muzeum Archeologicznym w Atenach.
Są wykonane w mieszanej technice często nazywanej metalmalrei (niem. "malowanie na metalu") wykorzystująca inkrustrację łączącą złoto i srebro lub są nakładane cienkie warstwy czarnego niello i brązu, które było początkowo lekko szlifowane. Niello było wykorzystywane do dodania czerni oraz pełniło funkcję spoiwa, które trzymało złoto i srebro w miejscu.
Babilon w Syrii, gdzie pierwszy raz pojawia się niello, był niejakim egipskim przyczółkiem na Lewancie i wielu badaczy uważa, że wyszkoleni syryjscy metalurdzy zaprezentowali technikę Egipcjanom i Mykeńczykom. Ikonografię łatwo wyjaśnić kombinacją wpływów dalszej tradycji mezopotamskiej sztuki, która w jakimś stopniu przypomina ilustracje produkowane około tysiąc lat wcześniej na pieczęciach cylindrycznych i sztuki minojskiej (chociażby wygląd postaci), aczkolwiek nie odnaleziono takowych artefaktów na Krecie.
Uważa się, że metalowy kubek znany jako "Kubek z Enkomi" pochodzący z Cypru jest dekorowany techniką niello. Jednak kontrowersje wokół niego pojawiają się już od lat 60. XX wieku. Problemem jest to, jakich materiałów użyto do stworzenia dekoracji. Coraz to dokładniejsze badania chemiczne obalają tezę o występowaniu związków siarki, które definiują niello. Sugerowano, że powyższe dekoracje obiektów, lub chociaż sztyletów, stworzono techniką malowanego metalu, która jest znana z antycznej literatury na temat korynckiego brązu i przypominającą japońskie rzemiosło Shakudō.

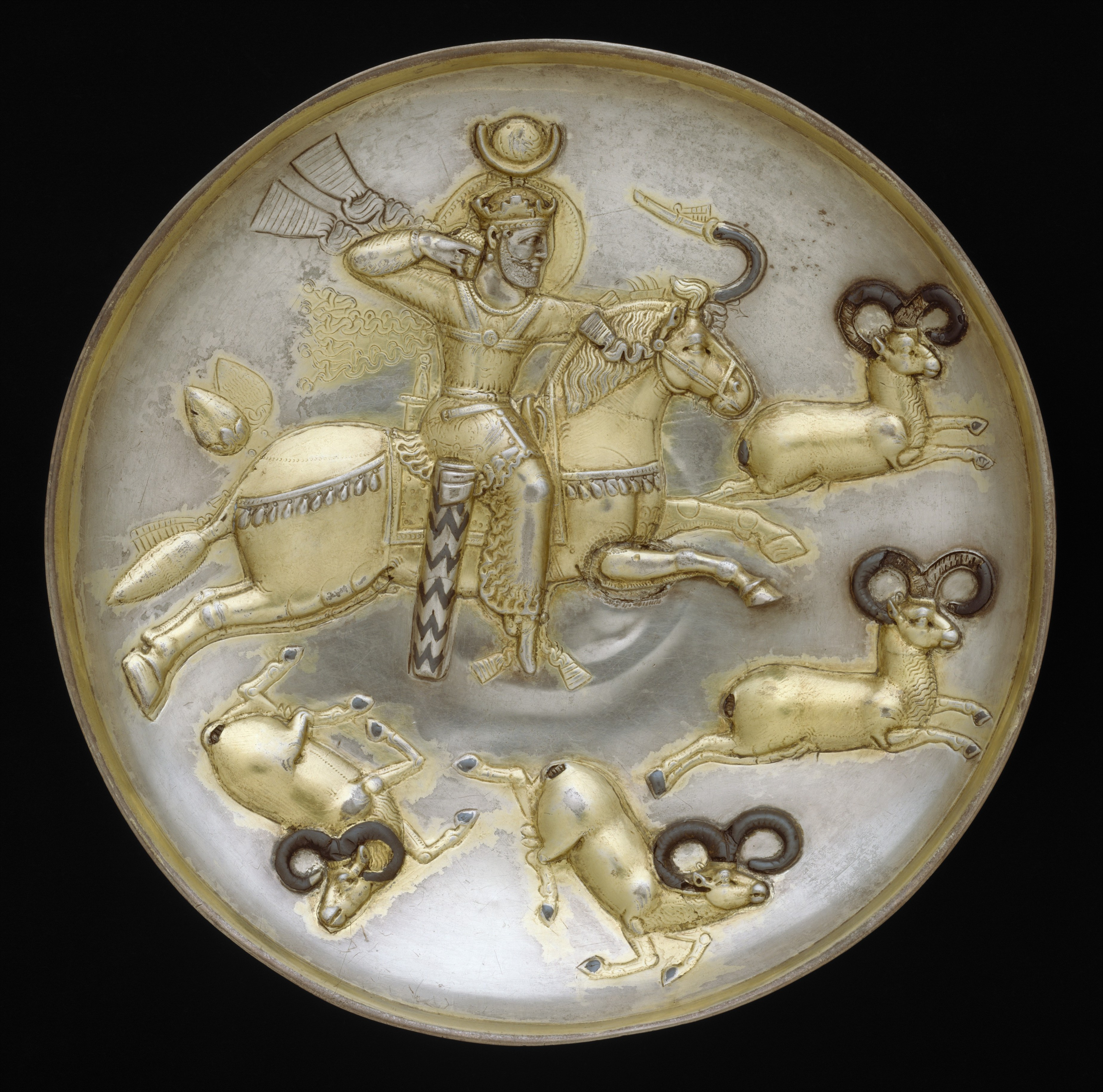
Sasanidzkie naczynie; król polujący na barany, ok. 450-550

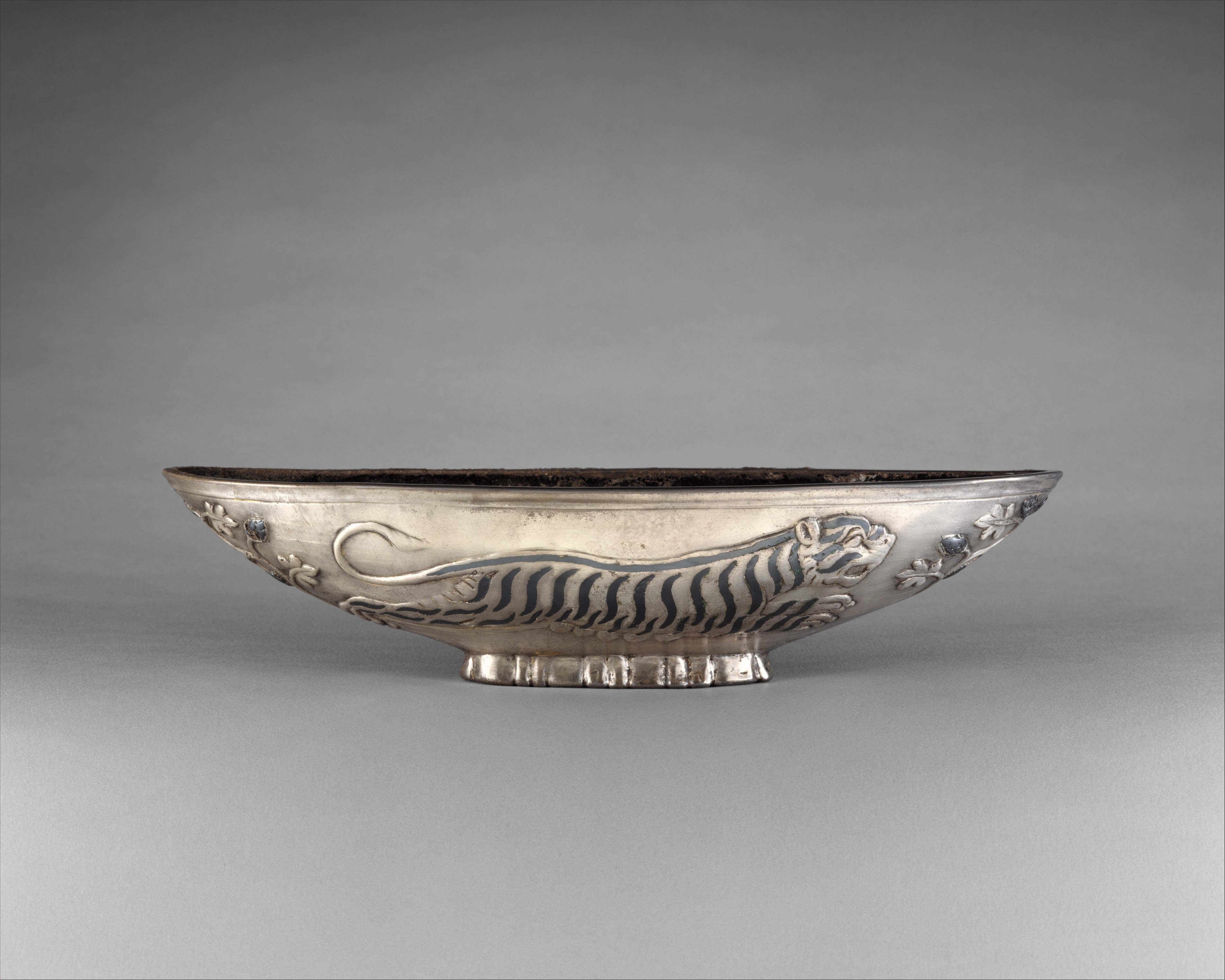
Sasanidzka misa z niellowanymi paskami tygrysa i z owocami, Vi lub VII wiek

### Persja
Sasanidzi jedli i pili razem, takie wydarzenia przedstawiano na ceramice, szkle i srebrnych wazach. Elita posiadała srebrne kubki, talerze i miski, na których rzemieślnicy kłuli i cyzelowali intrygujące ilustracje.
Sasanidzkie niello jest dekoracyjną techniką występującą w Imperium Sasanidzkim (224-651 r. n.e.). Technika była wyjątkowo popularna w ówczesnej metalurgii, pojawiała się na talerzach, miskach, dzbanach i biżuterii. Wykorzystywano motywy polowania, wiejskiego życia, zwierząt i mitologicznych stworzeń.
Sasanidzkie niello jest godne uwagi ze względu na dokładność rzemiosła i umiejętnym wykorzystaniu negatywowego tła do stworzenia szczegółowych ilustracji. Jednak co do zasady niello było rzadko wykorzystywane w tym okresie, przez co rzemieślnicy mogli tworzyć kreatywne ilustracje. Metropolitan Museum of Art w Nowym Jorku jest w posiadaniu płytkich misek i innych naczyń, gdzie niello formuje paski na tygrysie, a w innym rogi i racice reliefowych kóz, czy części królewskiej broni. To reliefowe użycie niello wydaje się być porównywalne z tym okresem tylko w jednym przykładzie bizantyjskiego srebra.
Pewna owalna misa z tygrysami i winoroślami przypisana do okresu Iranu Sasanidzkiego (III-VII w. n.e.) i znajdująca w departamencie starożytnej sztuki Bliskiego Wschodu w Metropolitan Museum of Art została zbadana nieinwazyjną metodą pod kątem występujących stopów srebra i warstwy niella wykorzystanej w dekoracji. Badania wykazały, że misa została wykonana z bilonu, z czego miedź stanowi mniej więcej 3% całej masy. Odkryto, że niello jest stworzone wyłącznie z siarczku srebra (akantyt). Ta kompozycja ściśle przypomina wczesne rzymskie niello, co sugeruje możliwy związek technologiczny między rzymskimi a sasanidzkimi rzemieślnikami w tym okresie.

### Rzym, Bizancjum i średniowiecze
Niello do tego czasu jest rzadko występującą techniką; zmienia się to dopiero w okresie rzymskim. Pliniusz Starszy (23-79 n.e.) opisuje niello jako egipską techniką i zauważa "dziwność" dekorowania srebra w taki sposób. Najstarsze przykłady pochodzące z lat 1-300 n.e. to małe statuetki i broszki w kształcie dużych kotów, gdzie pasta tworzy tygrysie paski i lamparcie plamy. Były powszechnie występującymi zwierzętami w rzymskiej sztuce, ponieważ pantera była wcieleniem Bachusa. Zwierzęcy repertuar w brytyjskiej części Imperium był zgoła inny- na tym terenie pojawiają się broszki z zającami i kotami, w których paski są również niellowane. Od IV wieku wykorzystywano niello w ornamentalnych elementach, jak np. kontur i w inskrypcjach w późnorzymskim srebrze, takich jak naczynia i miski pochodzące ze skarbu Mildenhall i artefakty ze skarbu z Hoxne, w tym naczynia liturgiczne. Często niellowano łyżki, które posiadały inskrypcje z imieniem właściciela czy na późniejszych krzyżach. Tego typu użytkowanie było kontynuowane w bizantyńskiej metalurgii, skąd następnie dotarła do Rosji.
Technika powszechnie występuje w anglosaskiej metalurgii, czego przykładem są kielich księcia Tassilona, brosza z Strickland i brosza Fullera, stanowiąc tło dla motywów wykonanych w metalu. Tworzono dość prymitywną dekorację geometryczną w postaci kropek, trójkątów i pasków na małych, elementach codziennego użytku, takich jak końcówki pasków z metalu niskiej jakości. Podobny sposób wykorzystywania występował wśród Celtów, Wikingów na różnych rodzajach wczesnośredniowiecznej biżuterii i metalurgii, szczególnie na terenach północnej Europy. Do co najmniej XX wieku podobna tradycja tworzenia biżuterii występowała na Bliskim Wschodzie. Późnorzymska fibula z Galii pokazuje stosunkowo wysokiej jakości wczesny przykład tego rodzaju dekoracji.

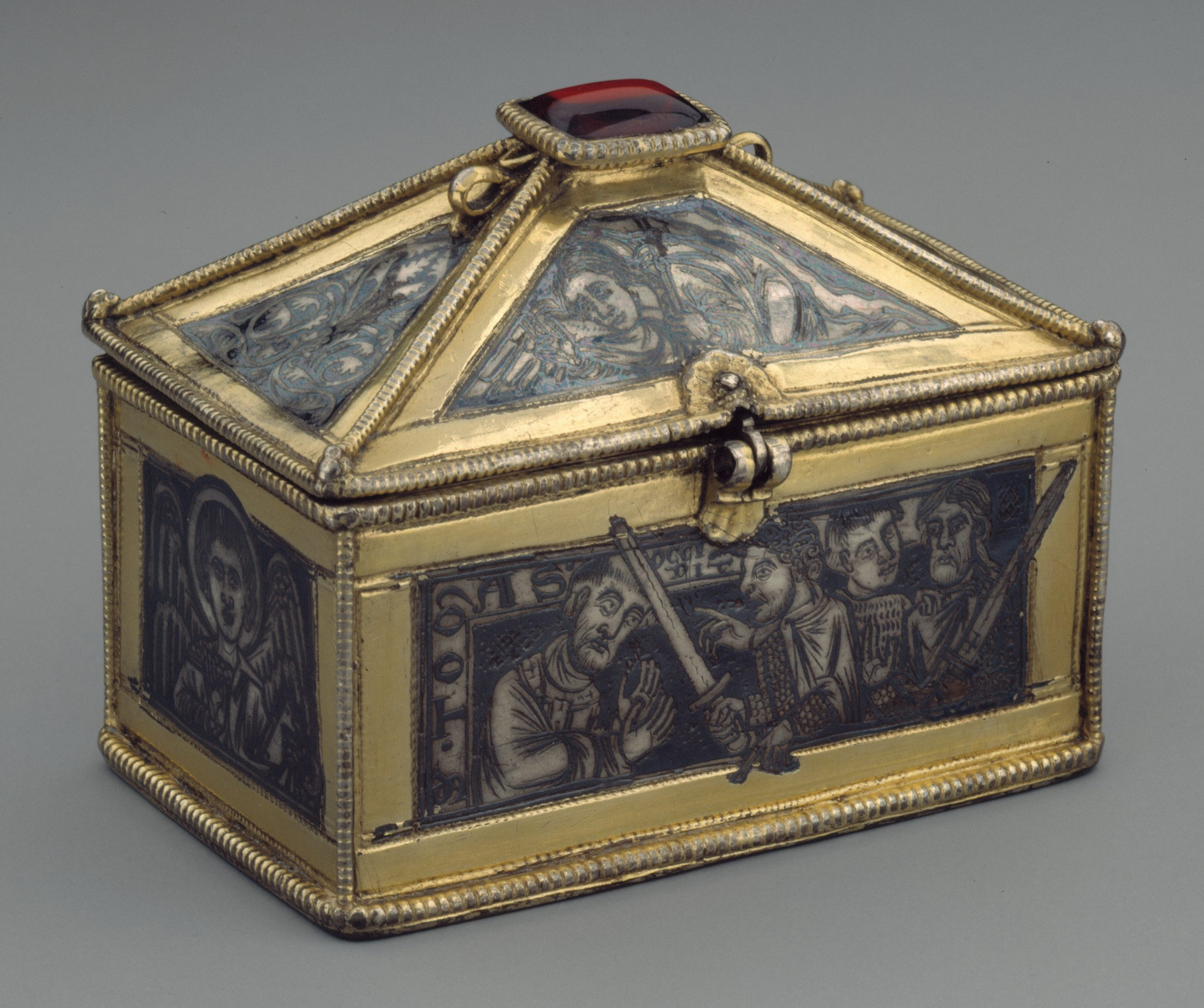
Relikwiarz ze sceną męczeństwa św. Tomasza z Cantebury, ok. 1170, The Cloisters

W czasie epoki romańskiej, niello zostało zastąpione przez kolorową emalię żłobkową, mimo to kontynuowano tradycję niella jako podkreślenie ornamentów. W okresie sztuki mozańskiej zaczyna się produkować wysokiej jakości małe przedstawienia figuralne będące częścią większej pracy. Zaczęto eksploatować możliwość tworzenia za pomocą niella konkretnych stylów. Tył krzyża rzeszy z okresu ottońskiego (lata 1020) posiada wyryty kontur wypełniony niellem tworzące na złotym tle przedstawienia figuralne. Późnoromańskie dzieła posiadają gęstszy grawerunek, gdzie postacie są tworzone oszlifowanym metalem na czarnym tle. Romańska emalia żłobkowa była aplikowana na taniej miedzi lub jej stopów, co było wielką zaletą, jednak dla pewnych obiektów chciano materiał o większym prestiżu i mała ilość srebra z niello pochodzące z lat 1175-1200 zaadaptowały ornamentalne cechy rozwinięte w limuzyńskiej emalii.
Grupa wysokiej jakości przedmiotów pochodzące najwyraźniej z Nadrenii, wykorzystują niello jak i emalię, co może być najwcześniejszym przykładem relikwiarza z przedstawieniem sceny morderstwa i pochowania Tomasza Becketa, prawdopodobnie pochodzące parę lat po jego śmierci w 1170 (The Cloisters). Osiem dużych plakietek zostały udekorowane niellem po bokach i na górze sześć z postaciami widzianymi z bliska, w mniej niż pół długości, w bardzo innym stylu niż prymitywne postacie pełnej długości w wielu relikwiarzach z emalią limuzyńską.
Sztuka gotycka od XIII wieku kontynuuje rozwój funkcji ilustracyjnej niello, który swój punkt kulminacyjny posiada w okresie renesansu. Nadal jest szeroko wykorzystywane w prostych ornamentach na małych przedmiotach, jednak złotnicy wysokiej klasy częściej wykorzystywali czarną emalię do wypełnienia inskrypcji na pierścieniach i tym podobnych. Wykorzystywano również na zbroi płytowej, w tym przypadku na rytowanej stali, a także na broni.

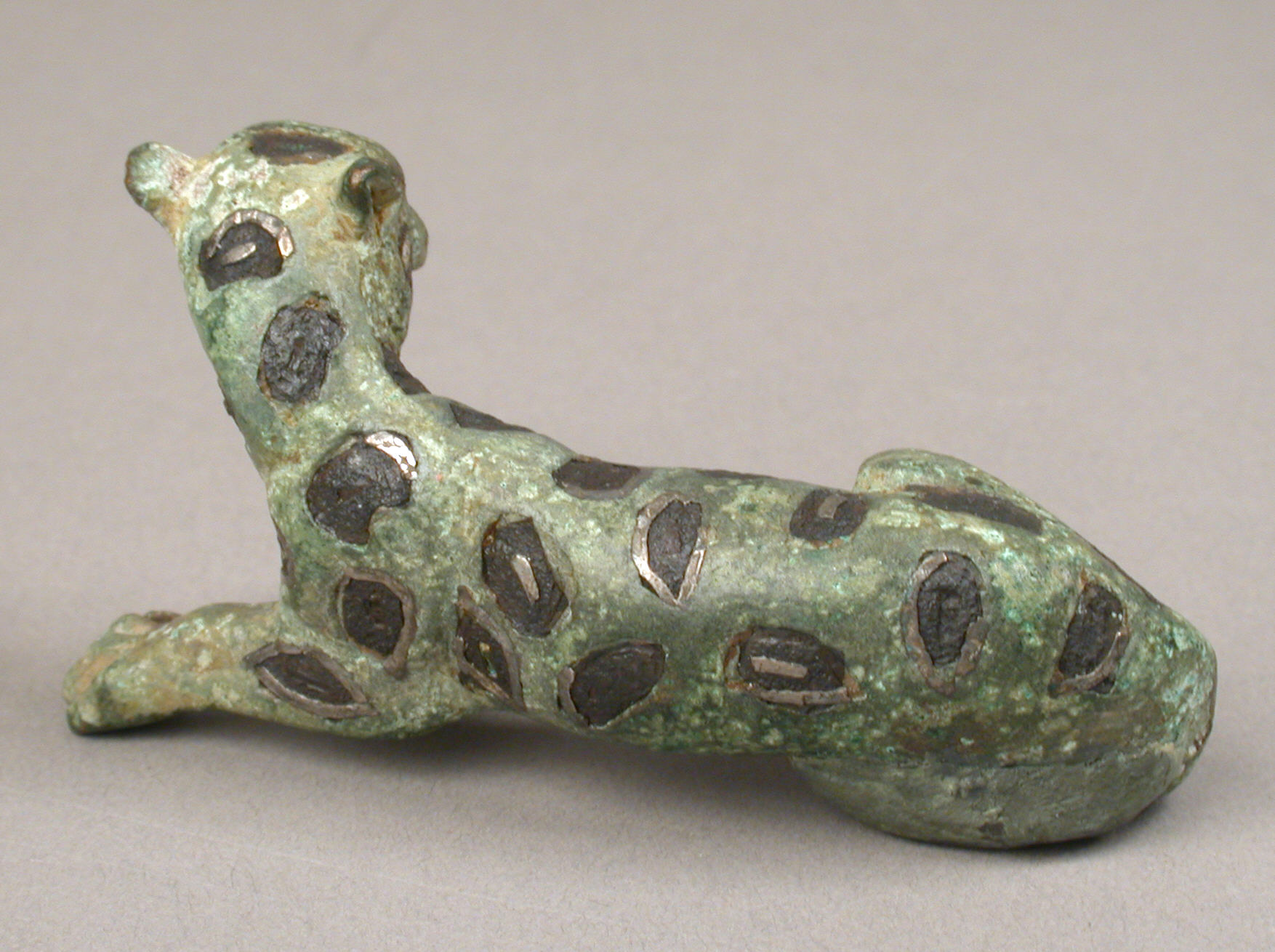
Rzymska brosza w kształcie pantery, stop miedzi ze srebrem i niello, 100-300
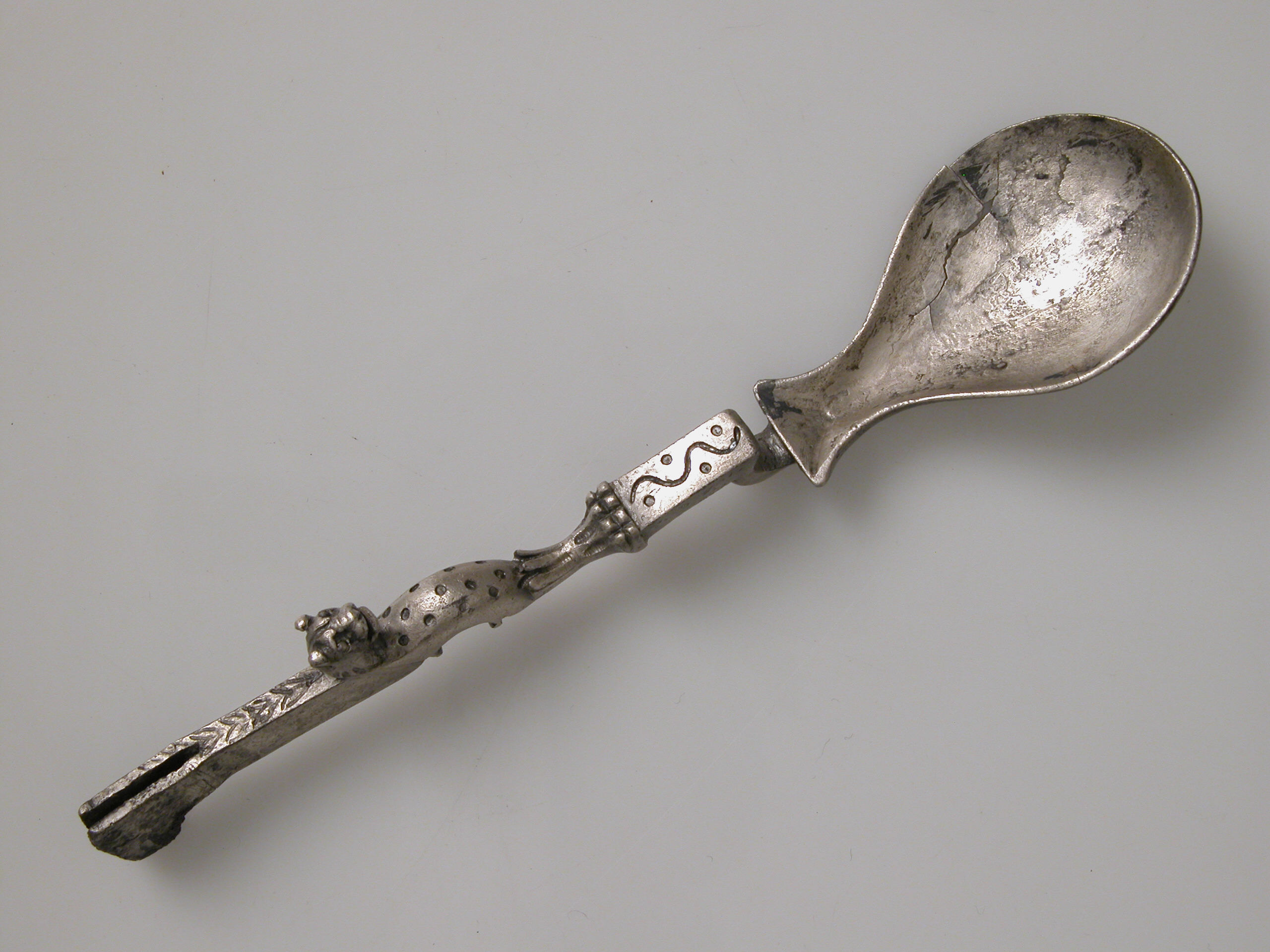
Posrebrzana łyżka w przedstawieniem pantery, Rzym, III-IV w., znalezione we Francji
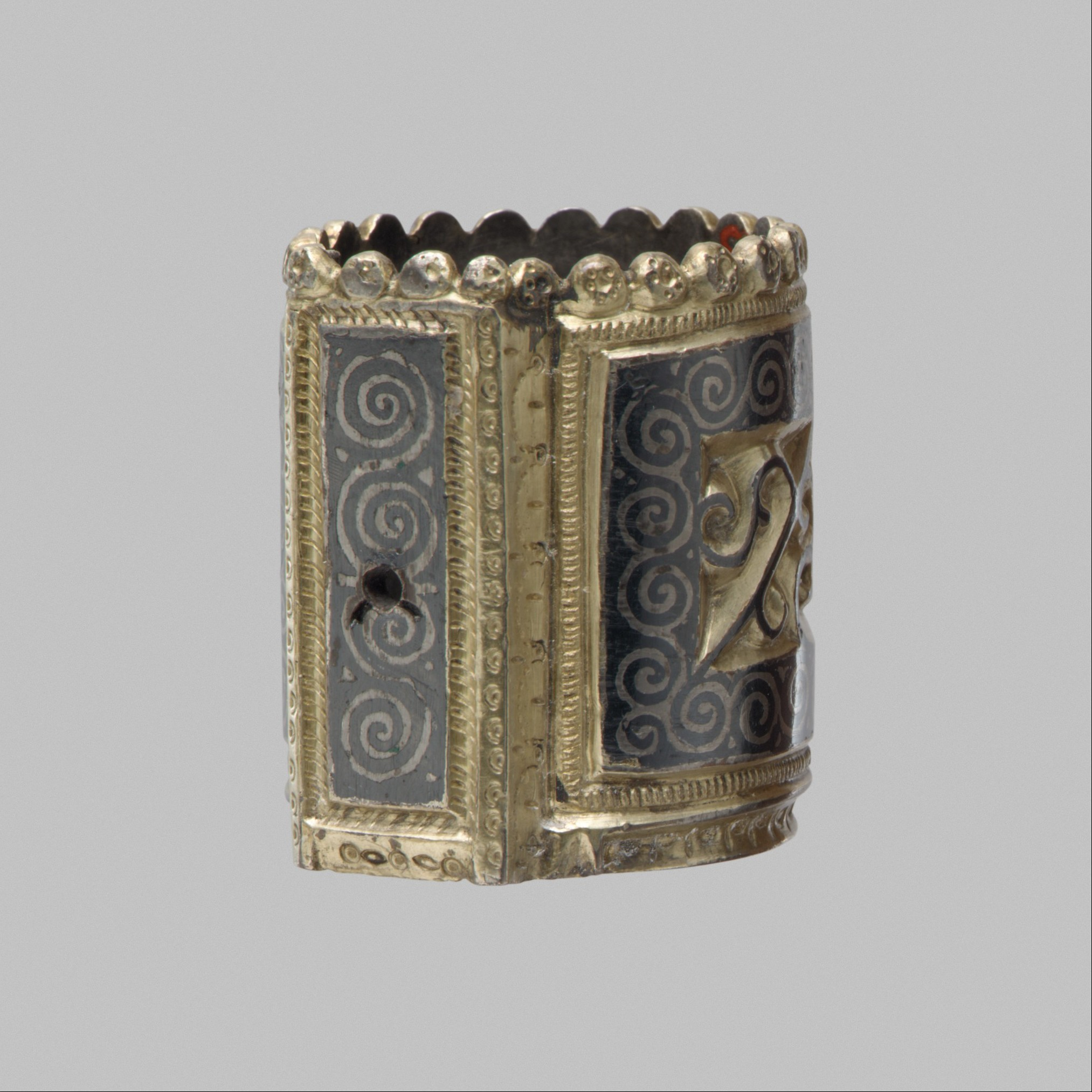
Uchwyt na drzewce włóczni, Cesarstwo Rzymskie, ok. 400
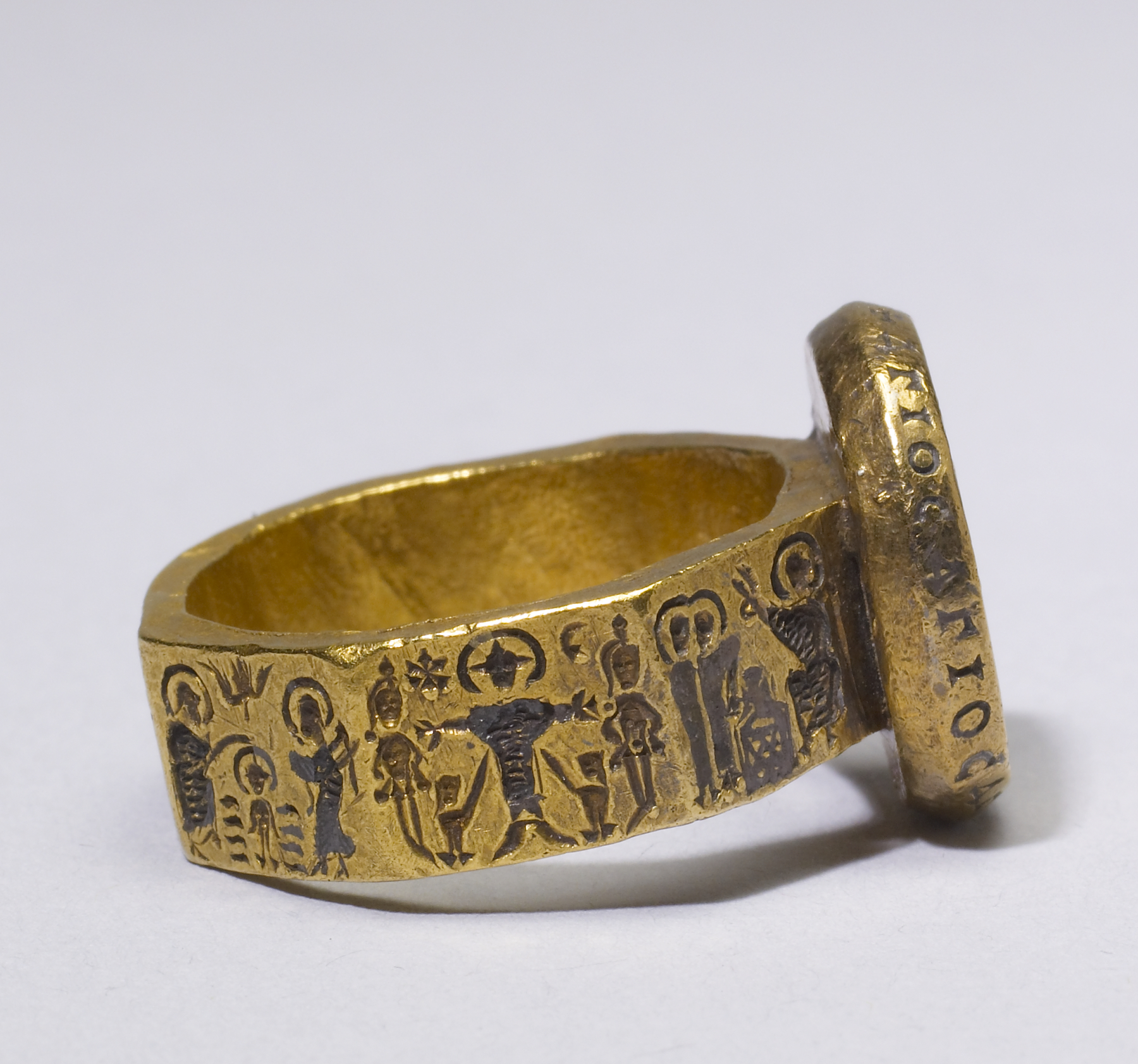
Złota bizantyńska obrączka z ilustracją przedstawiającą życie Jezusa, VI wiek
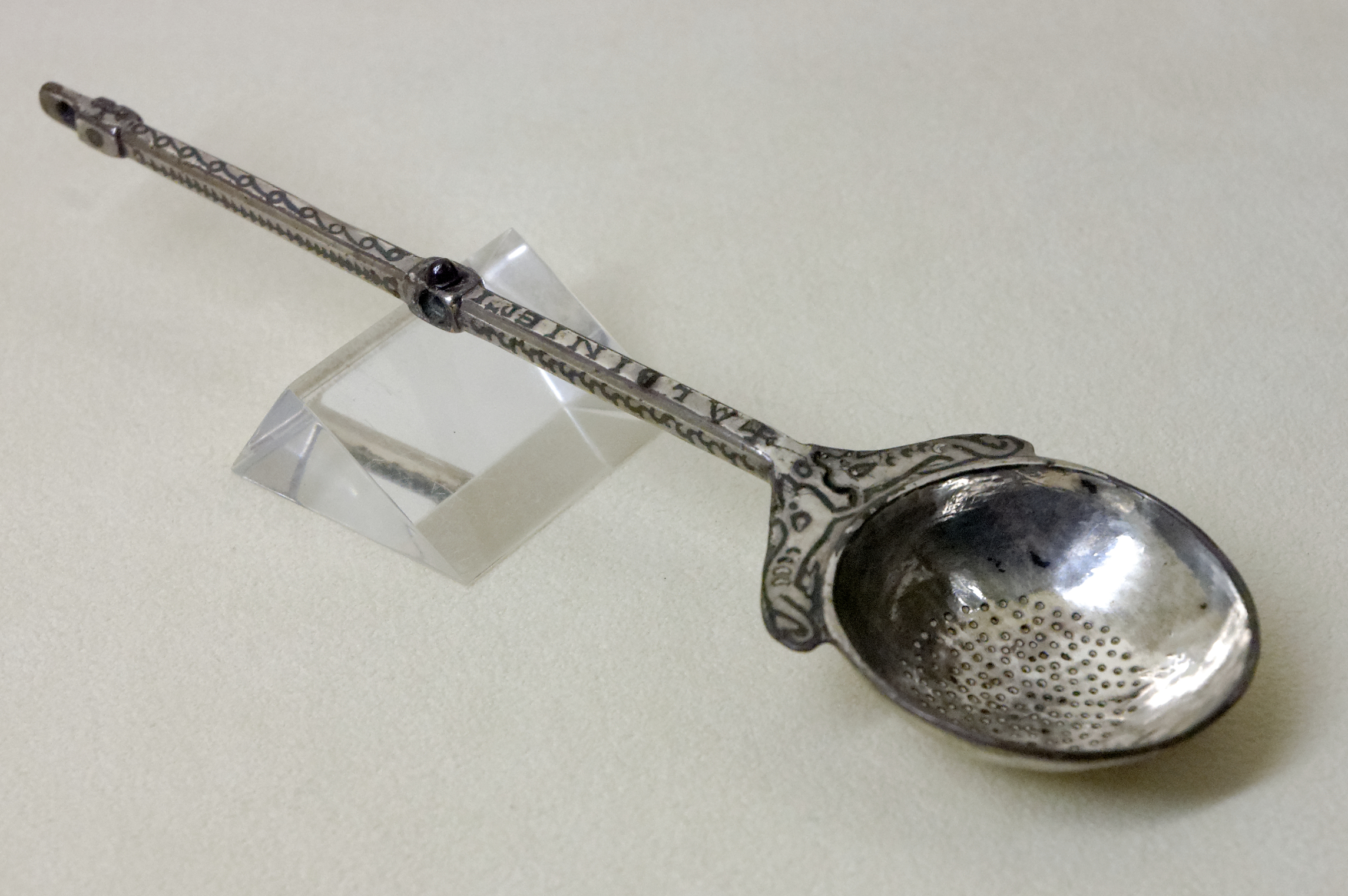
Ornament i inskrypcja na srebrnej łyżeczce, Francja
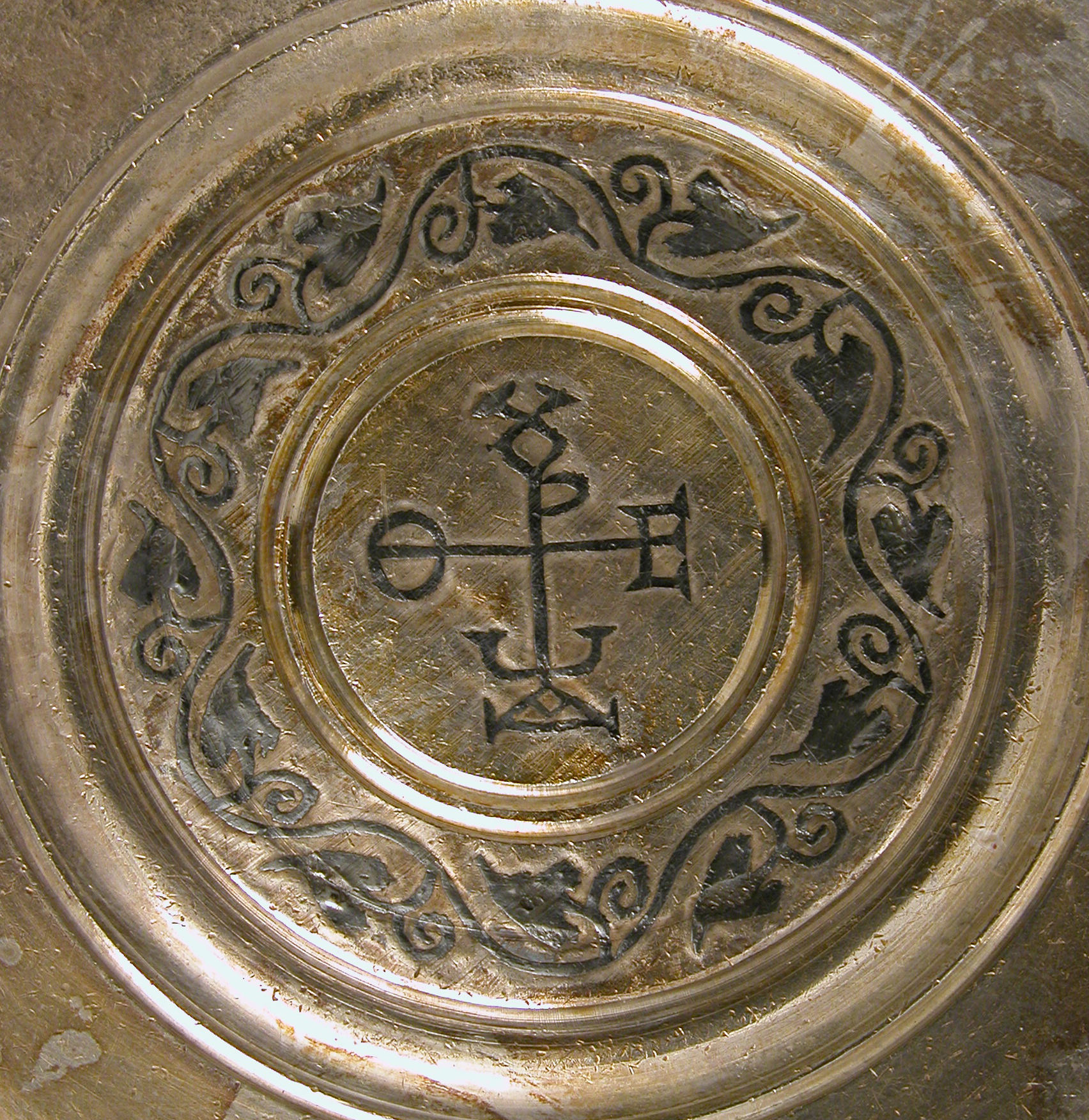
Monogram w centrum bizantyńskiego naczynia, 610-613
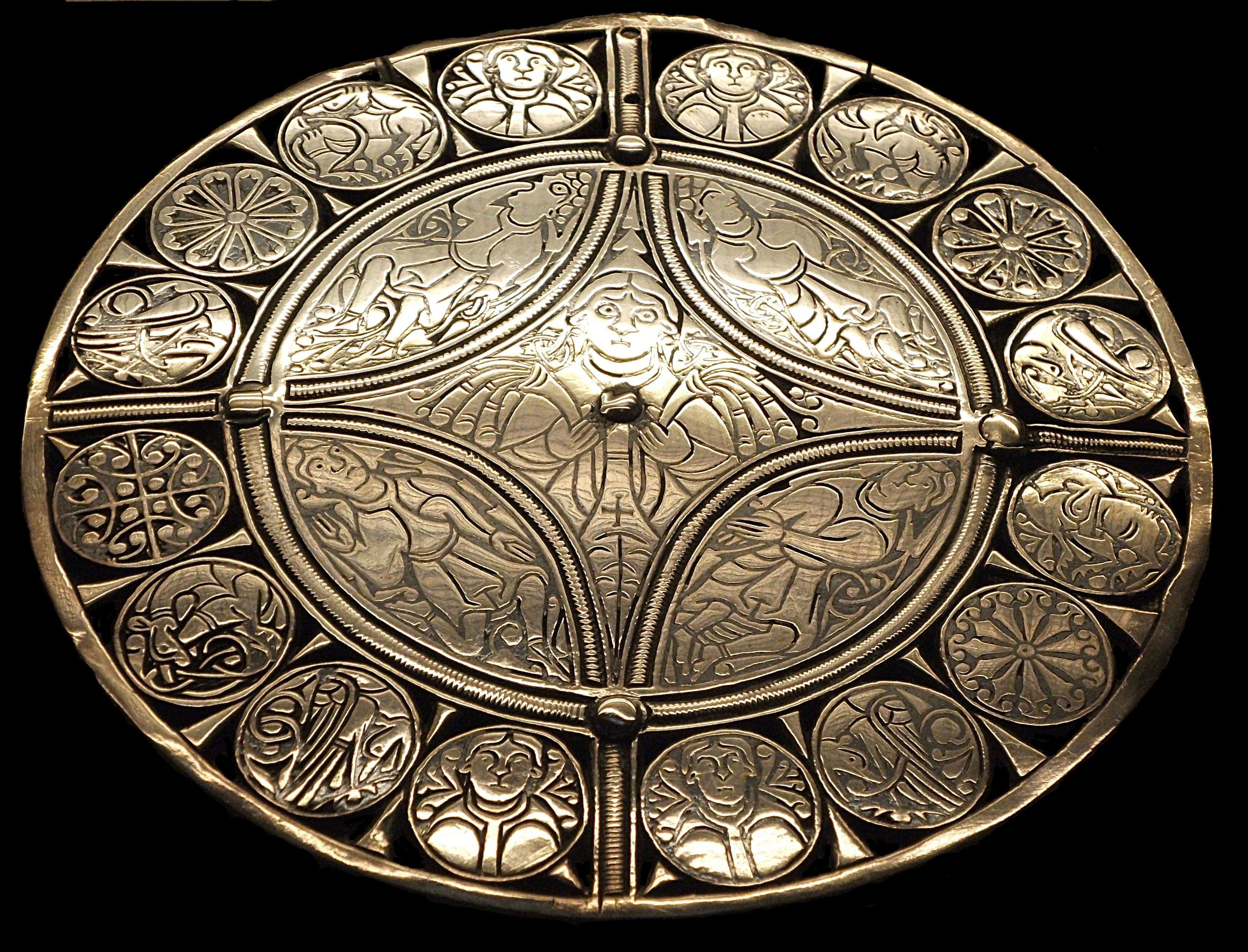
The Fuller broszka, Anglosaska, IX wiek
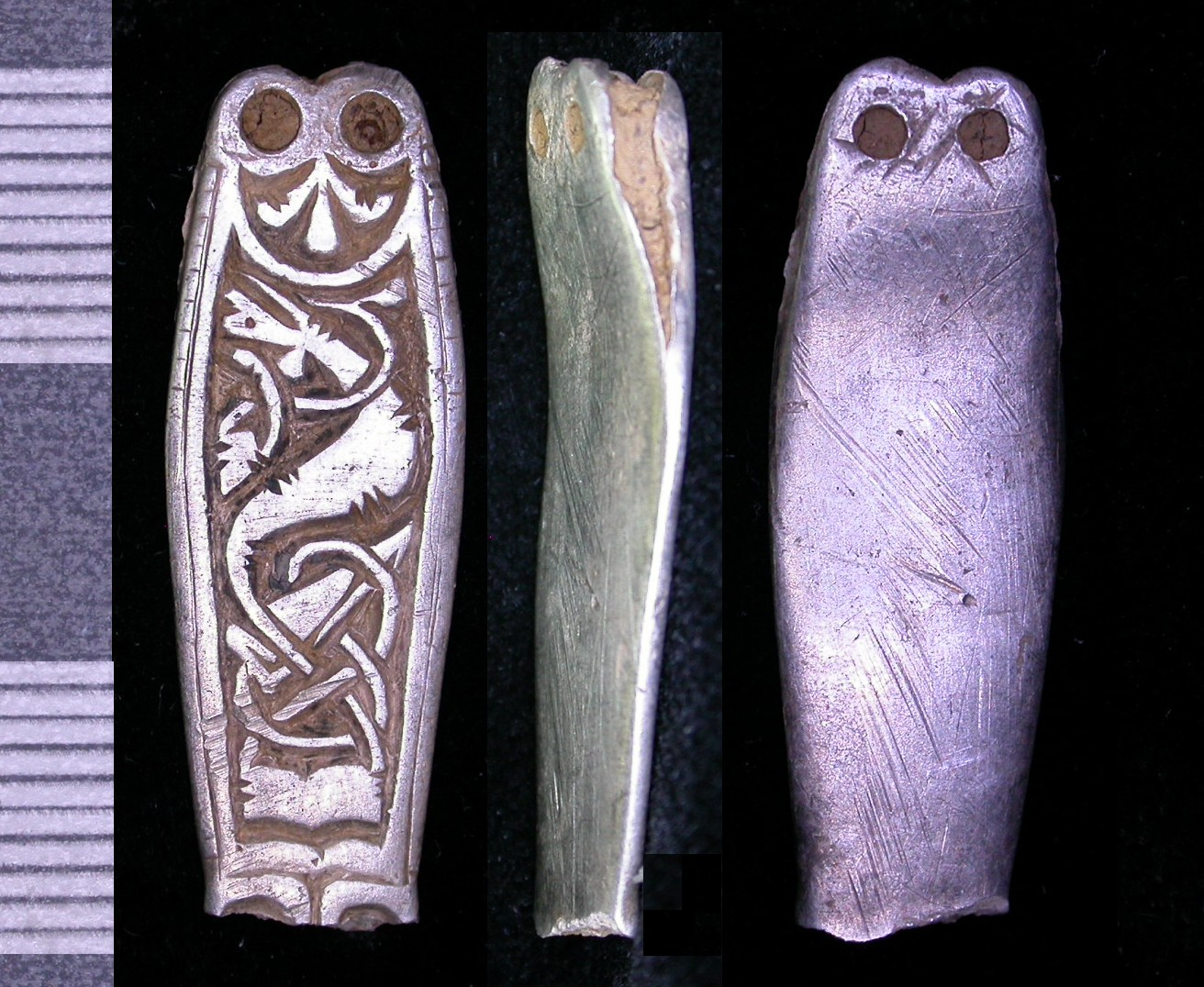
Anglosaska srebrna końcówka od paska w stylu trewhiddle, IX wie, nie zachowała się pasta
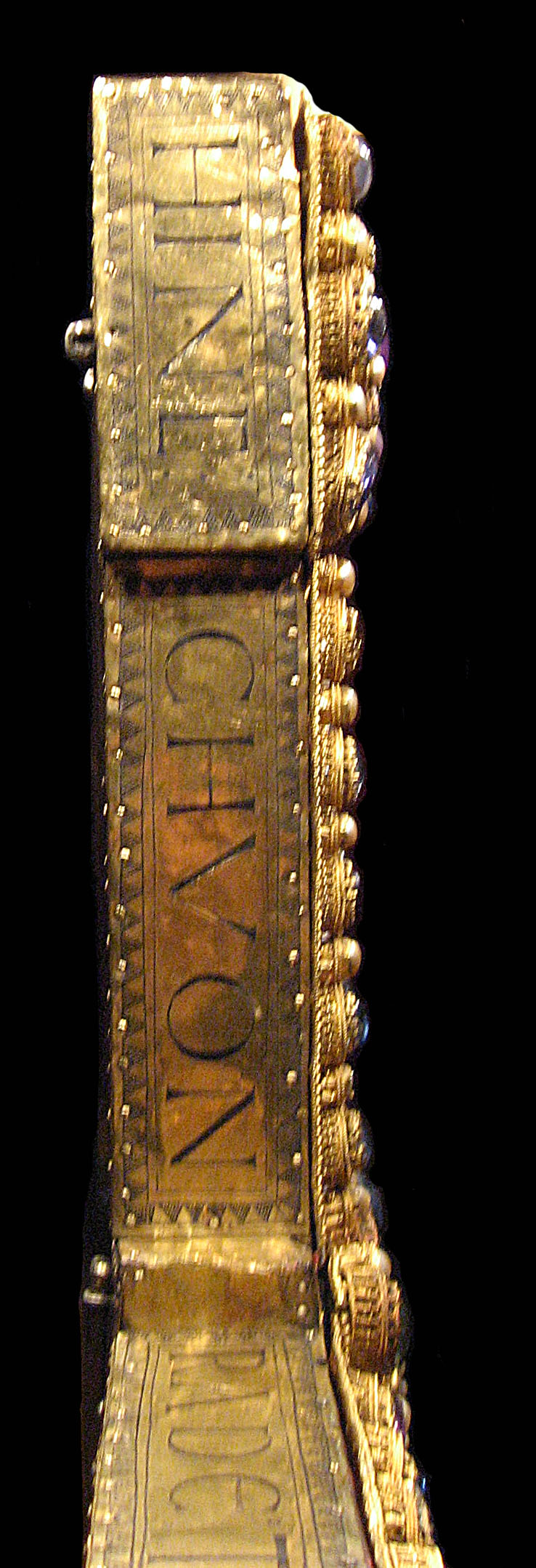
Inskrypcje wypełnione niellem po bokach krzyża rzeszy, ok. 1024-25
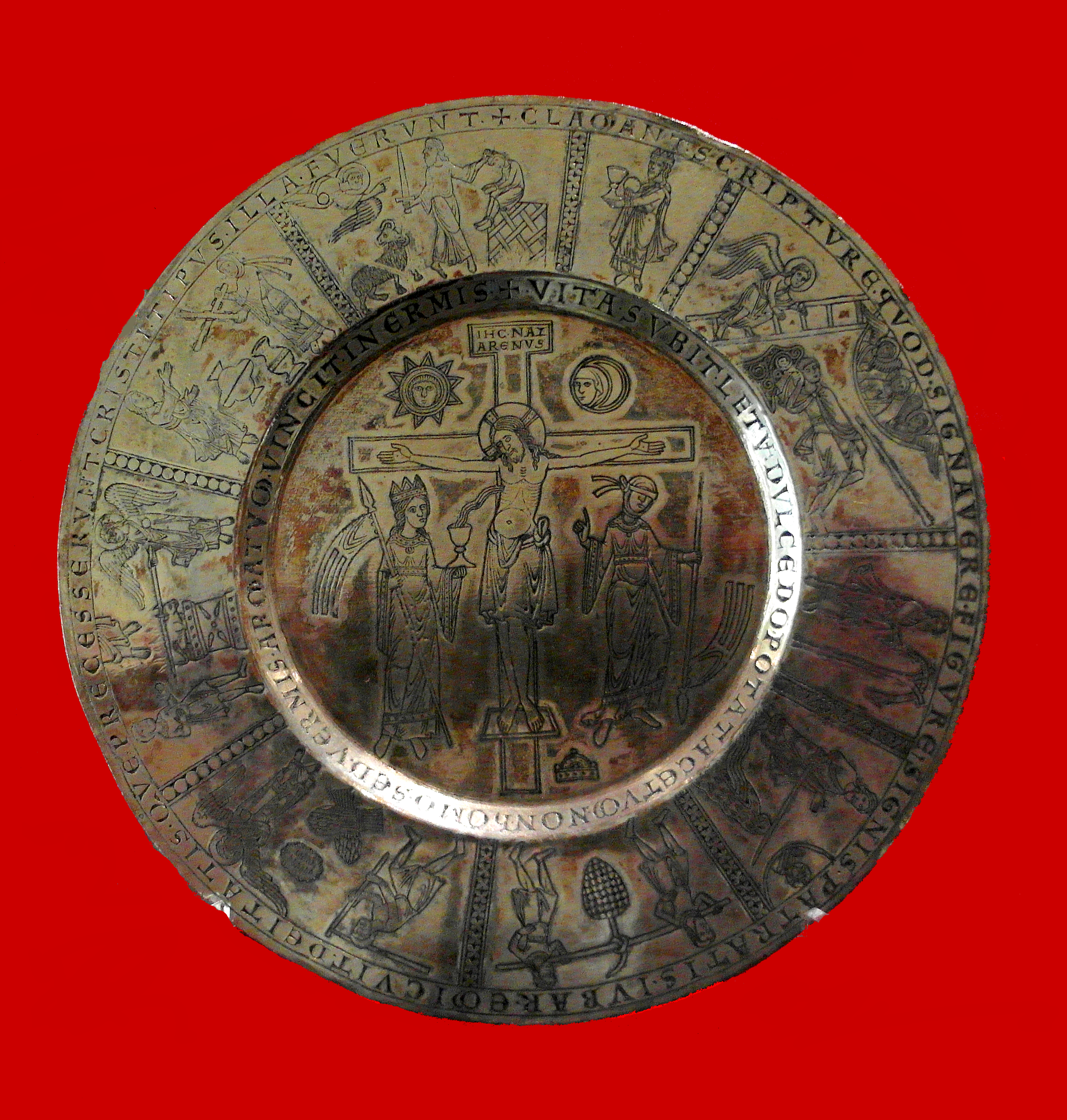
Patena z Trzemeszna, Polska, II p. XII w.

### Renesans
Europejscy złotnicy epoki renesansu tacy jak Maso Finiguerra i Antonio del Pollaiuolo we Florencji dekorowali swoje prace, zwykle srebrem, poprzez rytowanie w metalu za pomocą rylca, po czym ryty wypełniano czarnym spoiwem przypominającą emalię składającej się ze srebra, ołowiu i siarki. Otrzymany efekt, zwany niellem, posiadał duży kontrast kolorystyczny, przez co ilustracja stawała się bardziej widoczna. Czasami tematyka dekoracji nie była związana z danym obiektem, jednak przedmioty typu pacyfikał posiadały konkretne obrazy. Cała gama przedmiotów religijnych takie jak krucyfiks i relikwiarze mogą być w taki sposób dekorowane, ale także świeckie jak rączki od noży, pierścienie i inna biżuteria i fibule. Wydaje się, że niello była specjalizacją pewnych złotników, niepraktykowana przez wszystkich oraz to że większość prac pochodziło z Florencji lub Bolonii.
Nielliści są ważną częścią historii sztuki, ponieważ ich rozwinięte umiejętności z łatwością przenieśli na rytowanie form drukarskich i prawie wszyscy pierwsi rytownicy byli przyuczeni do zawodu złotnika umożliwiając szybki rozwój nowego medium artystycznego. Przynajmniej we Włoszech, pewne najstarsze matryce w rzeczywistości zostały potraktowane jak srebrny obiekt, który miałby być następnie wypełniony pastą niello. Są znane jako "nielloryt" albo określane przez kuratorów ostrożnie jako "druk pochodzący z matrycy wykonanej manierą niello", w późniejszych wiekach, po tym jak rynek kolekcjonerski zyskał na sile, wiele z nich były falsyfikatami. Autentyczne renesansowe ryciny były prawdopodobnie tworzone jako utrwalenie prac złotniczych i być może jako niezależne dzieła sztuki.

Wraz z nadejściem drugiej połowy XVI wieku coraz mniej wykorzystywano niello, szczególnie w celu tworzenia ilustracji. W tym samym czasie używano innych rodzajów past dla tego samego celu, więc wykorzystanie techniki ograniczało się do Rosji. Pojawia się jednak na zegarkach, pistoletach, instrumentach itd. Sporadycznie niello znajduje  się na zachodniej biżuterii.

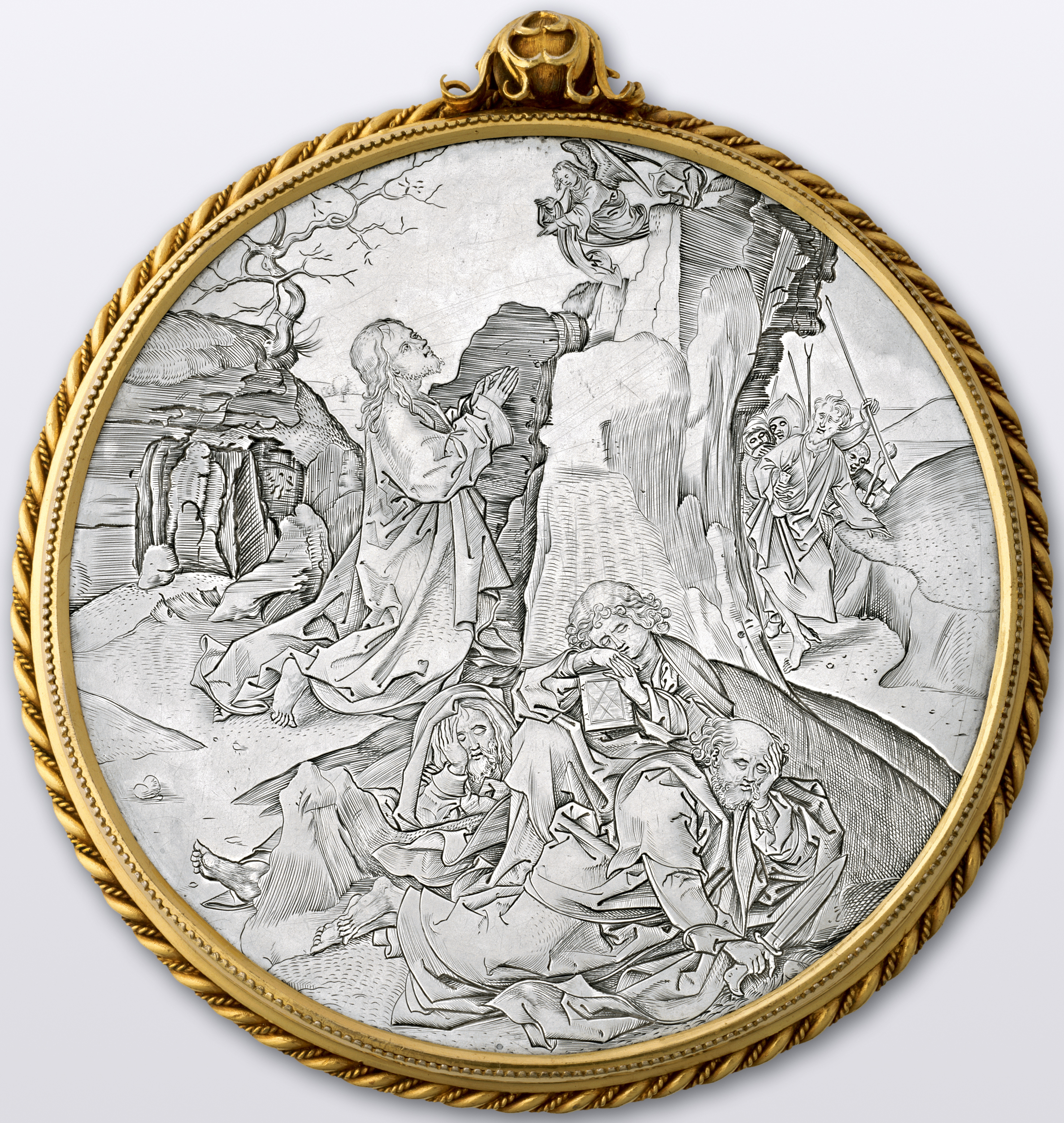
Niemiecki pacyfikał, ok. 1490, otoczenie Martina Schongauera, pokazuje zbieżność do techniki rytowania
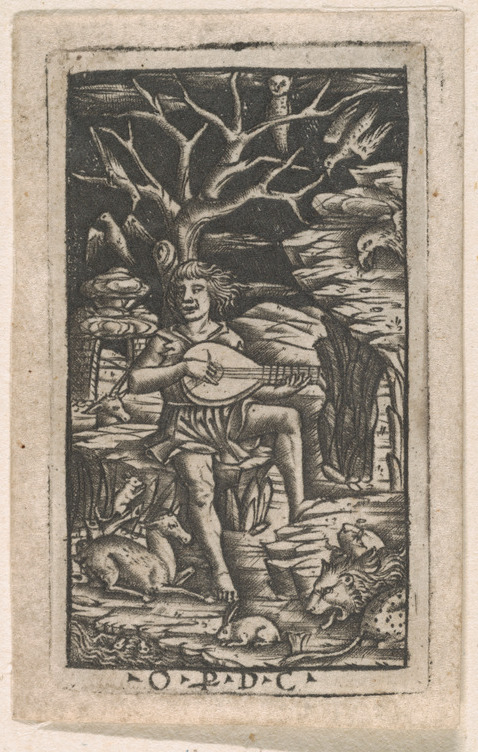
Druk niello, 2 cale wysokości, 1500-1520. Orfeusz siedzący i grający na lirze, Peregrino da Cesena
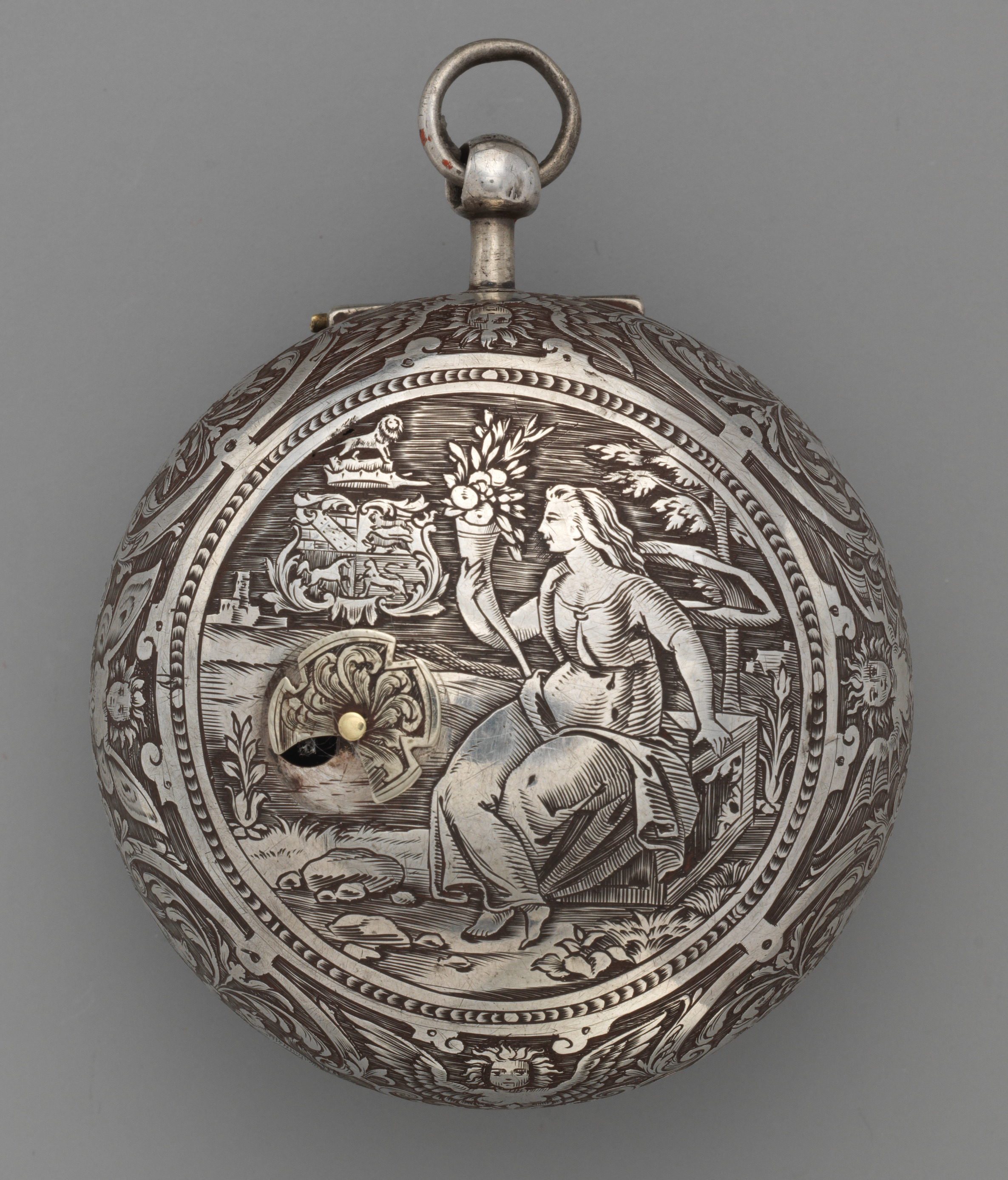
zegarek, Londyn, ok. 1700
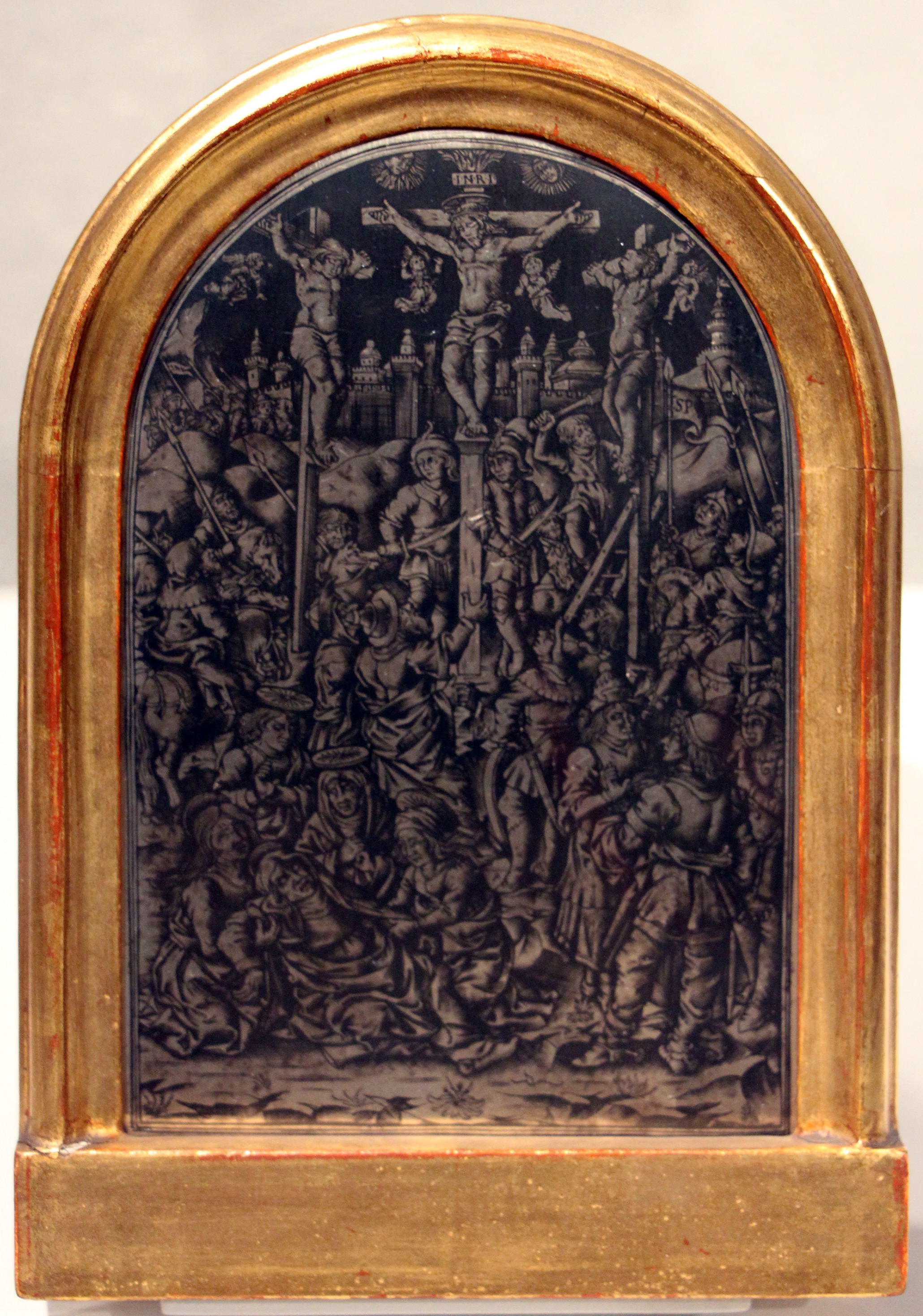
Florencki pacyfikał, wczesna lata 60. XV wieku, Maso Finiguerra (?)

### Ruś Kijowska i Rosja
Od X do XIII wieku rzemieślnicy z Rusi Kijowskiej posiadali wysokiej klasy umiejętności wytwarzania biżuterii. Jan Tzetzes, XII-wieczny pisarz bizantyński, podziwiał wytwory wykonane przez kijowskich rzemieślników i łączył ich dzieła z pracami Dedala, sławnego rzemieślnika pochodzącego z greckiej mitologii.
Kijowska maniera polega na repusowaniu srebra lub złota, tłoczenia i odlewaniu. Tworzono głębokie reliefy, a tło było wypełniane niello składające się z czerwonej miedzi, ołowiu, srebra, potasu, boraksu i siarki, które było następnie topione i wlewane w wklęsłą przestrzeń przed włożeniem przedmiotu do pieca. Temperatura sprawiała, że pasta blaknęła, przez co powstawał wyrazisty kontrast.
Takie przedmioty były masowo produkowane za pomocą wcześniej zrobionych form, które przetrwały do dzisiaj i były obiektem handlu między Grekami, Bizancjum i innymi ludźmi handlującym na szlaku od Waregów do Greków.
Podczas inwazji Mongołów w latach 1237-1240 prawie cała Ruś Kijowska opustoszała. Osady i sklepy zostały spalone i zrównane z ziemią, a większość rzemieślników zabito. Skutkowało to wielkim zanikiem niella i emalii komórkowej. Narodowe Muzeum Historii Ukrainy zlokalizowane w Kijowie posiada dużą kolekcję przedmiotów niellowanych znalezionych w grobowcach na terenie całego kraju.

Potem w Wielkim Ustiugu w północnej Rosji, Tuli i Moskwie produkowano wysokiej jakości ilustrowane niella na tabakierach w stylu rokoko i neoklasycystycznym na przełomie XVIII i XIX wieku; po tym Rosja była właściwie jedynym regionem w Europie, w którym tworzono modne niella.

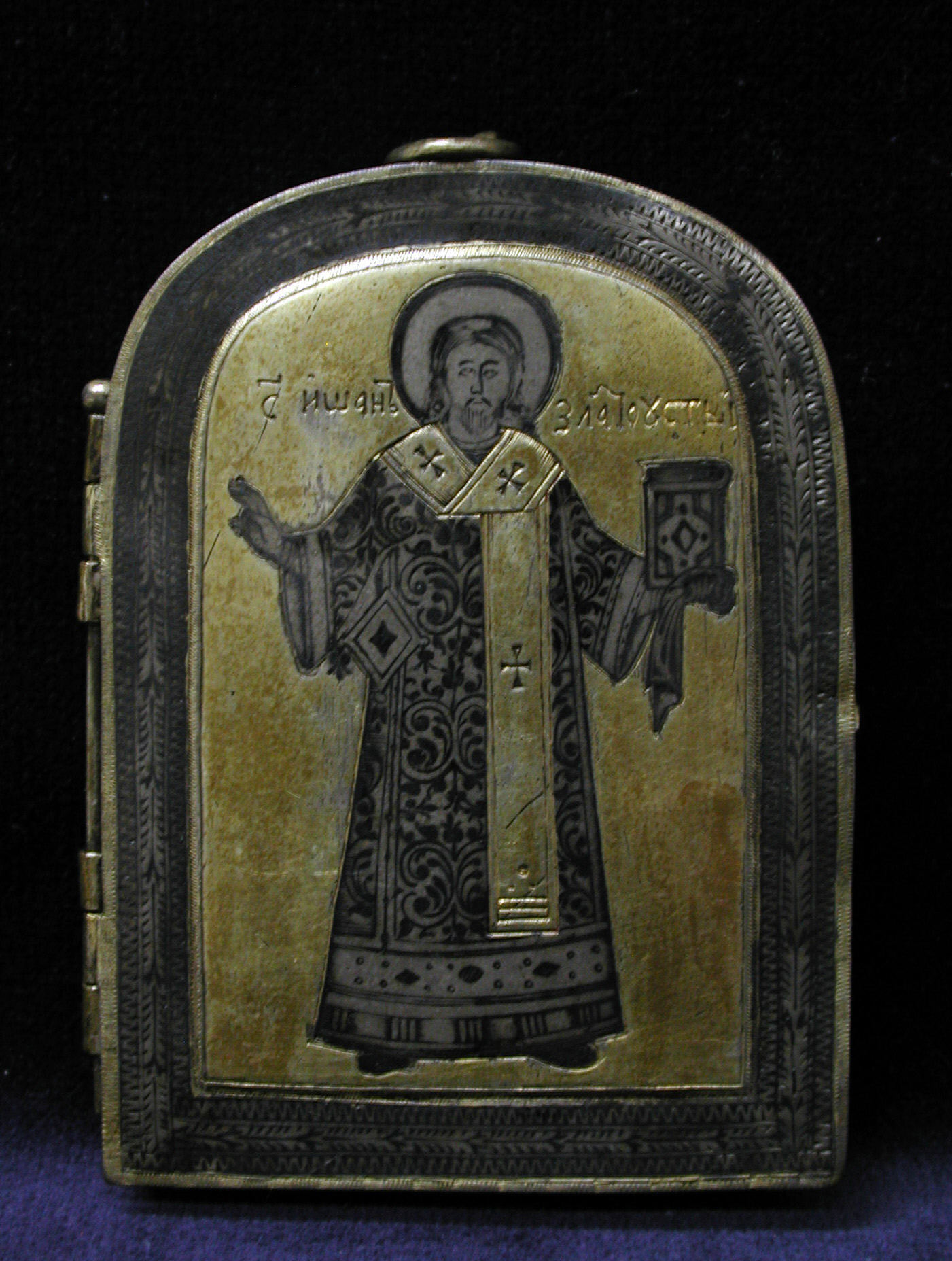
rosyjskie pudełko, wczesna lata XVIII wieku
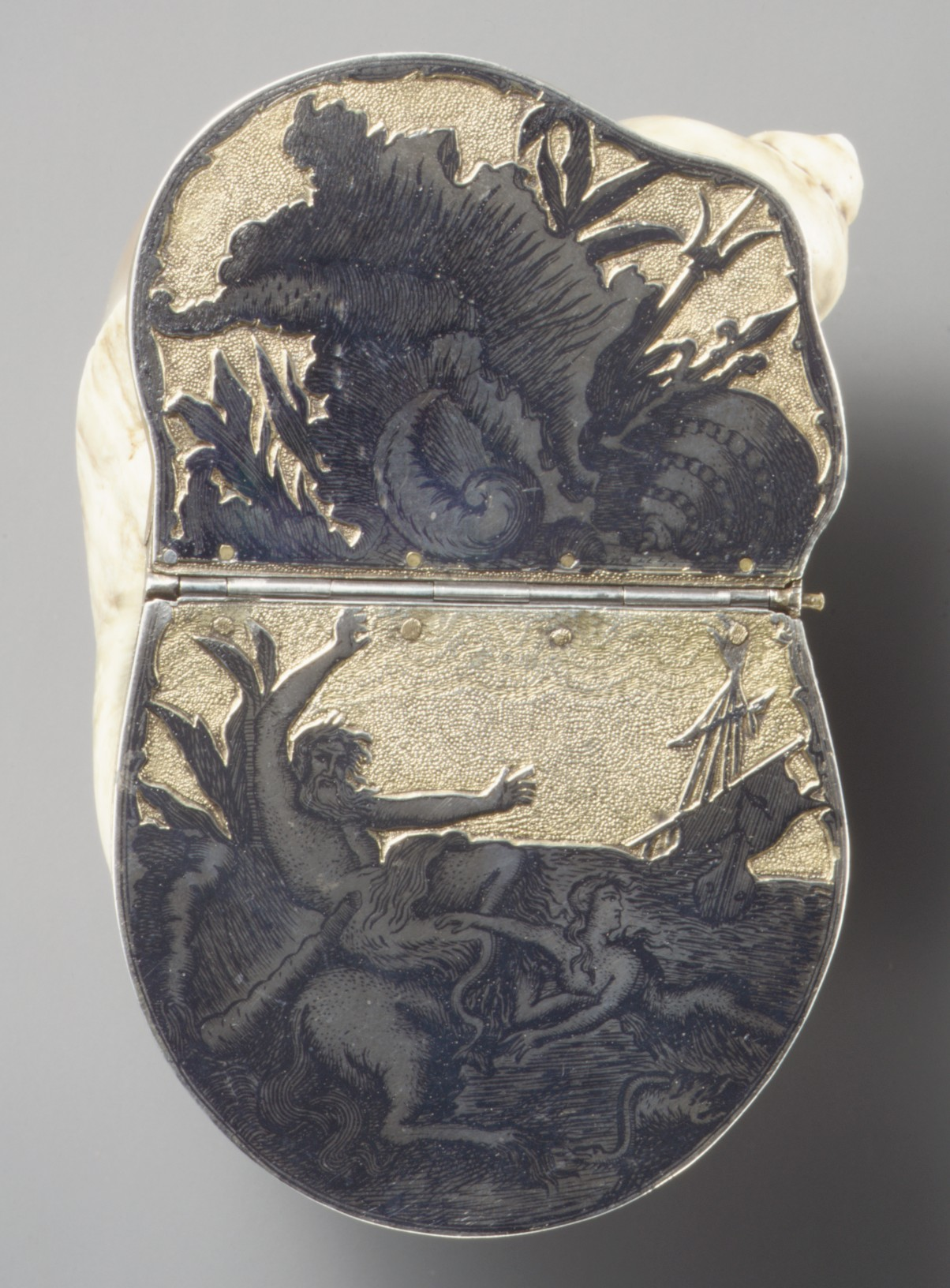
Tabakiera rokokowa wykonana z muszli, Wielki Ustiug (?), ok. 1745-50
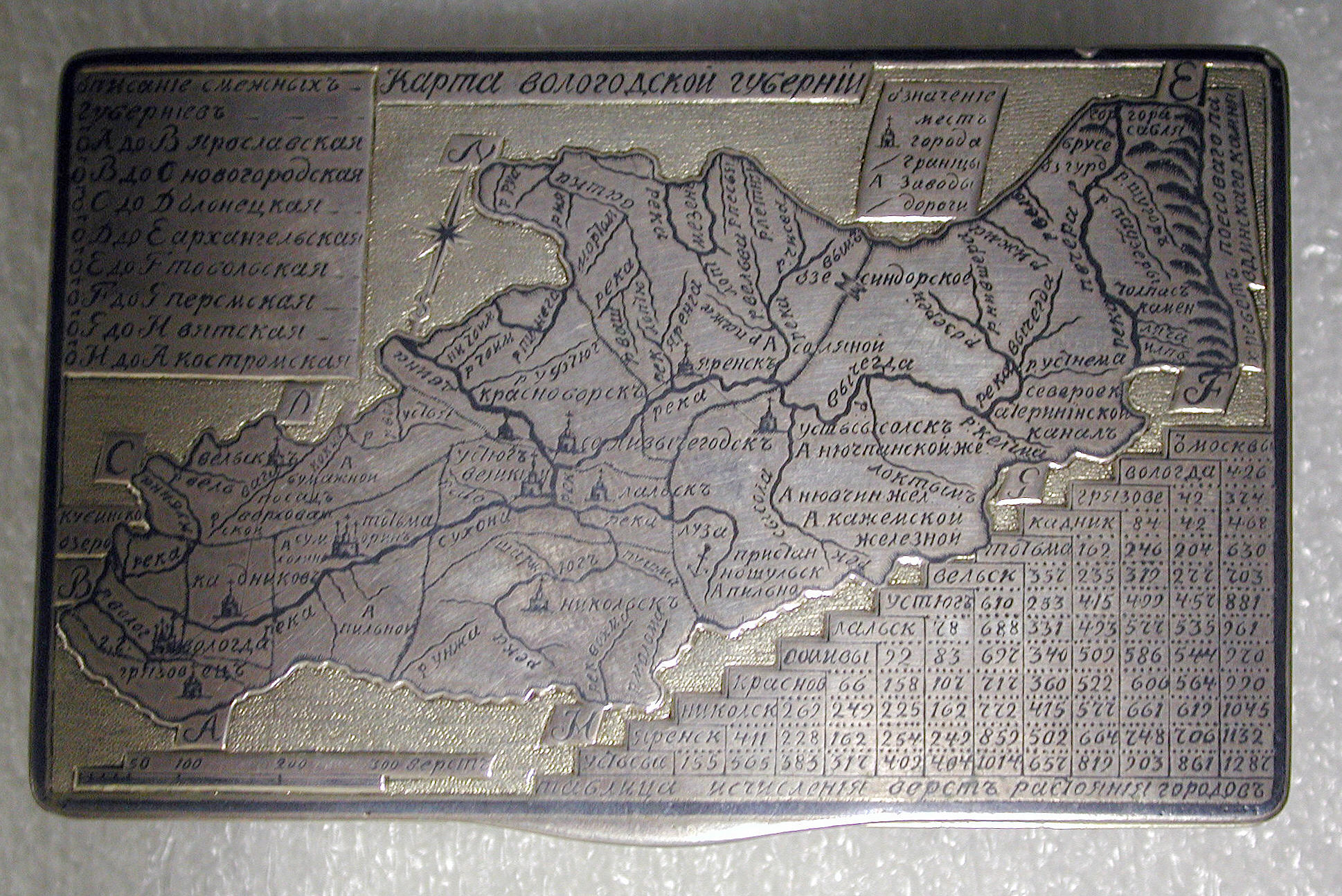
Tabakiera z dalmierzem, Wieki Ustiug, 1823
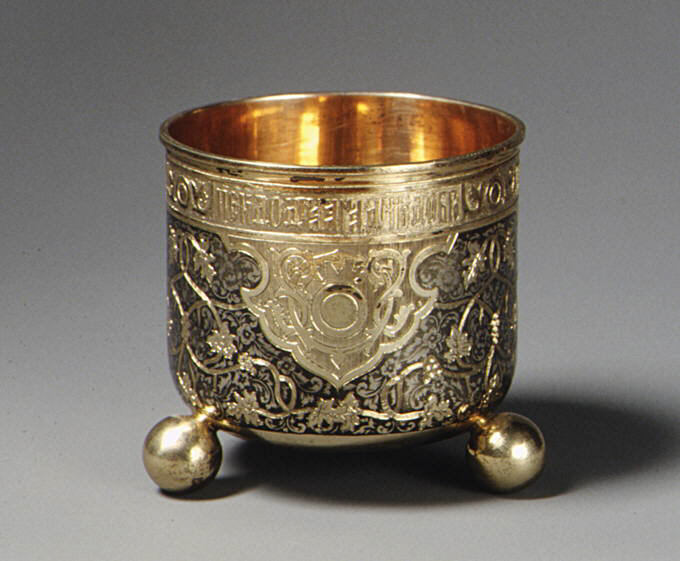
Rosyjski kubek, 1854

### Świat muzułmański
We wczesnym rozwoju islamu srebro było nadal wykorzystywane do tworzenia naczyń dla książąt, jednak nie było tak powszechnie stosowane. Zamiast tego naczynia wykonane ze stopów miedzi, brązu i mosiądzu posiadały inkrustrację stworzoną srebrem i złotem zostawiając mało miejsca dla niella. Inne czarne wypełnienie było również wykorzystywane, jednak opisy muzealne często mgliście opisują faktycznie użyte substancje.
Sławna chrzcielnica świętego Ludwika (Baptistère de Saint Louis), ok. 1300, mamelucka misa wygrawerowana w mosiądzu ze złotem, srebrem i niellem, znajdująca się we Francji co najmniej od 1440 (Ludwik XIII i być może inni królowie byli chrzczeni tam; obecnie znajduje się w Luwrze) jest przykładem, w której ta technika została użyta. Tutaj niello stanowi tło dla postaci i arabeski wokół ich i jest używa do wypełnienia konturu.

Technikę wykorzystywano w kłódkach na pudełka i kasetkach wykonanych z kości słoniowej i być może występowała kontynuacja tradycji na broni. Pewne jest, że późniejszych wiekach na pewno występowała na tych przedmiotach. Powszechnie w taki sposób dekorowano pochwy i rękojeść na większych sztyletach zwanymi khanjali i qama, które tradycyjnie były noszone przez mężczyzn na Kaukazie (muzułmanie jak i chrześcijanie). W taki sposób dekorowano broń krótką. Do czasów współczesnych relatywnie proste niello było powszechne na biżuterii na terenie Lewantu, używana w taki sam sposób jak w średniowiecznej Europie.

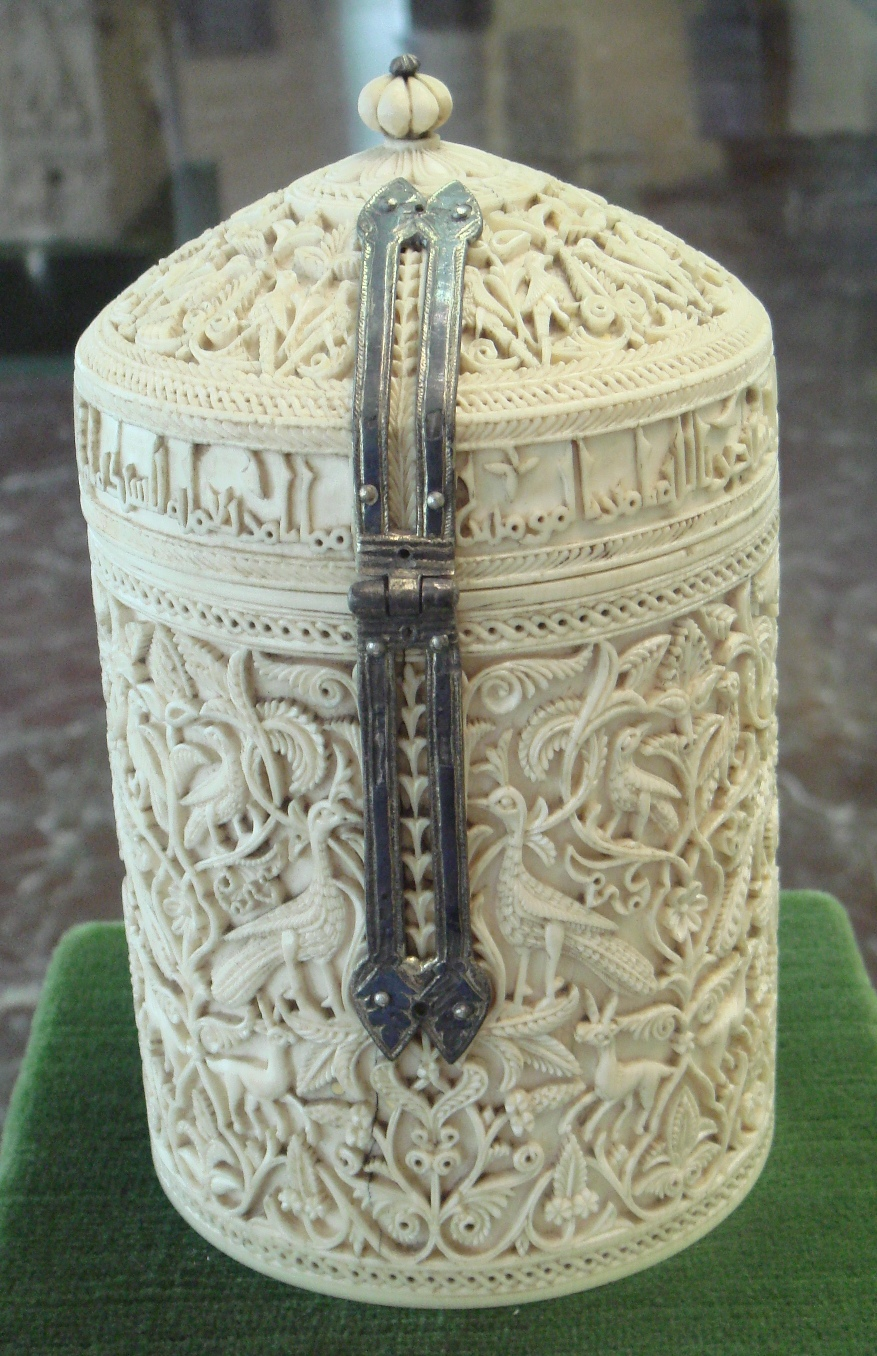
Elementy niello na kłódce pudełka wykonanego z kości słoniowej, "Box of Zamora", 900-964, Al-Andalus
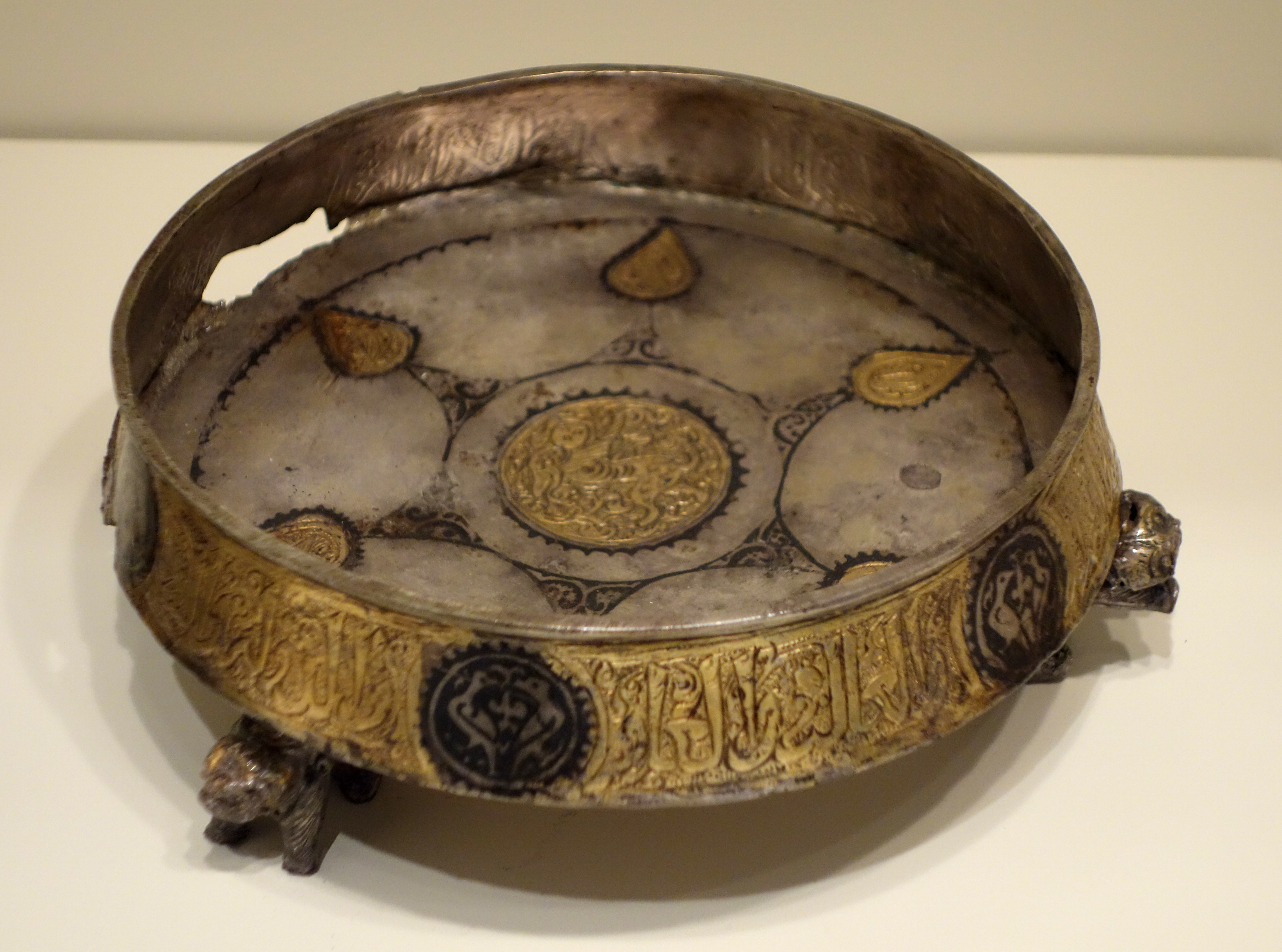
Seldżuckie naczynie, ok. 1200
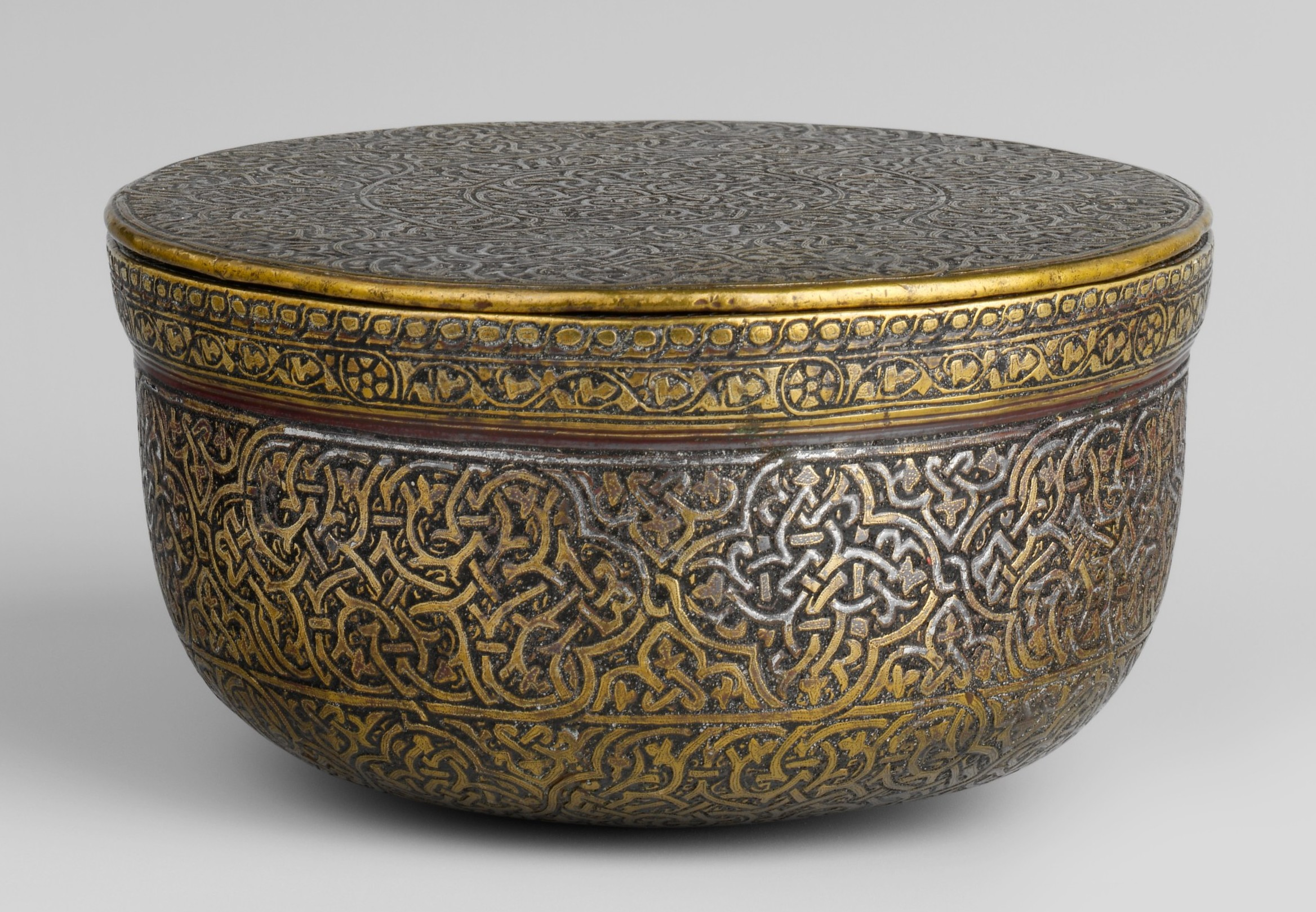
XV-wieczne pudełko, mosiądz ze srebrem i niellem, Egipt (?)
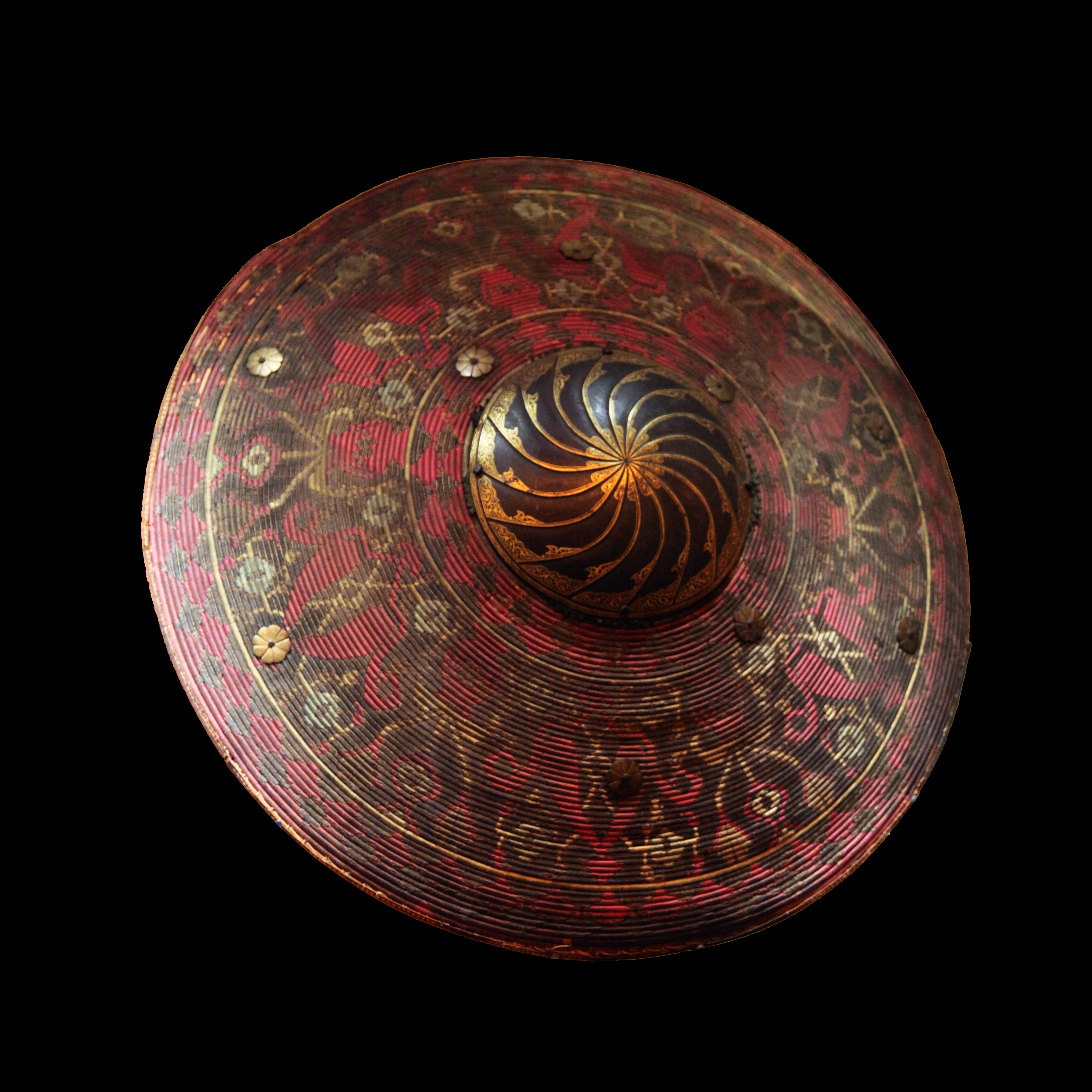
Osmańska tarcza kalwaryjska z niellem w centrum XVI-XVII wiek
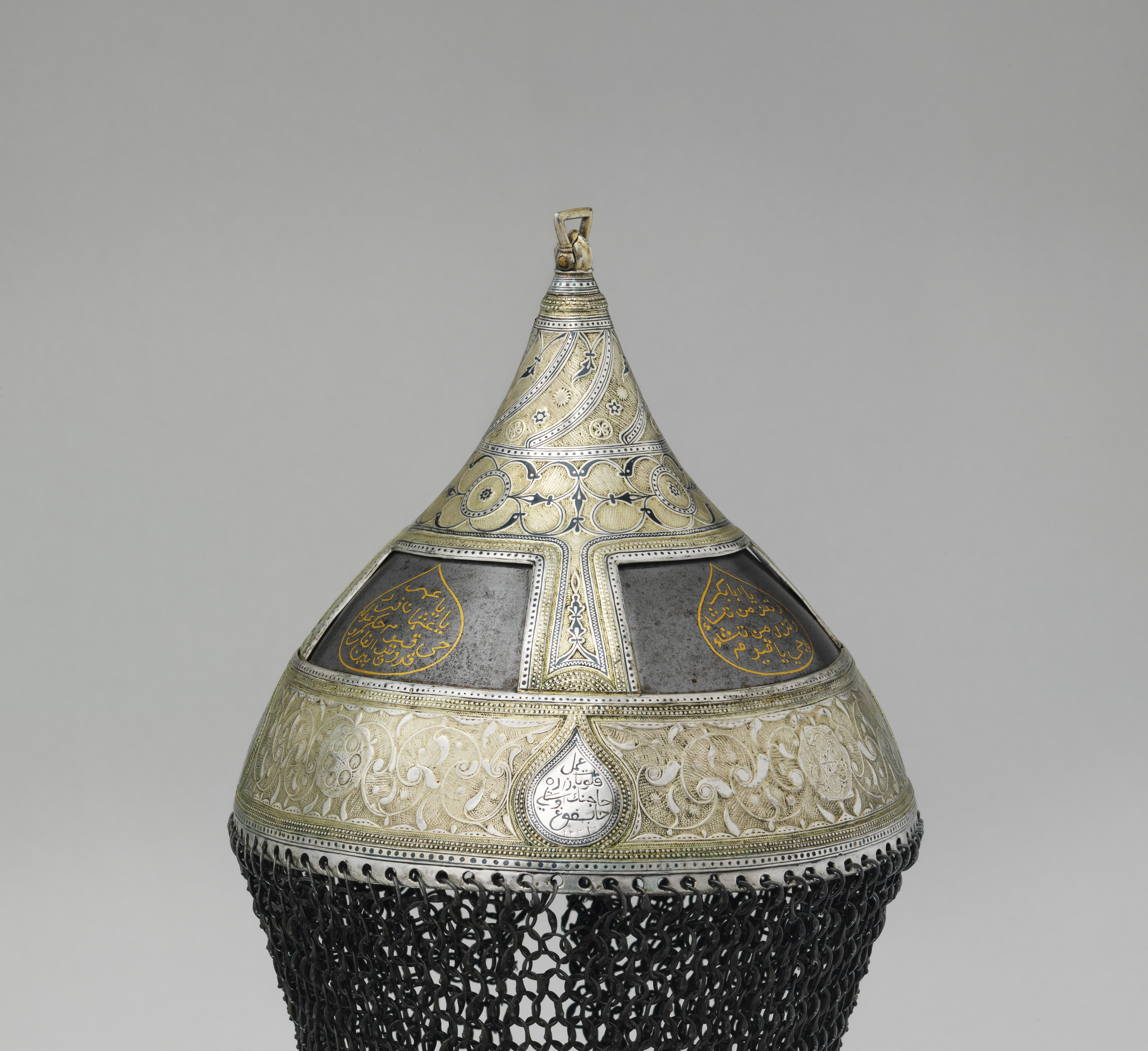
Hełm pochodzący z Krymu lub południowej Rosji, 1818-19
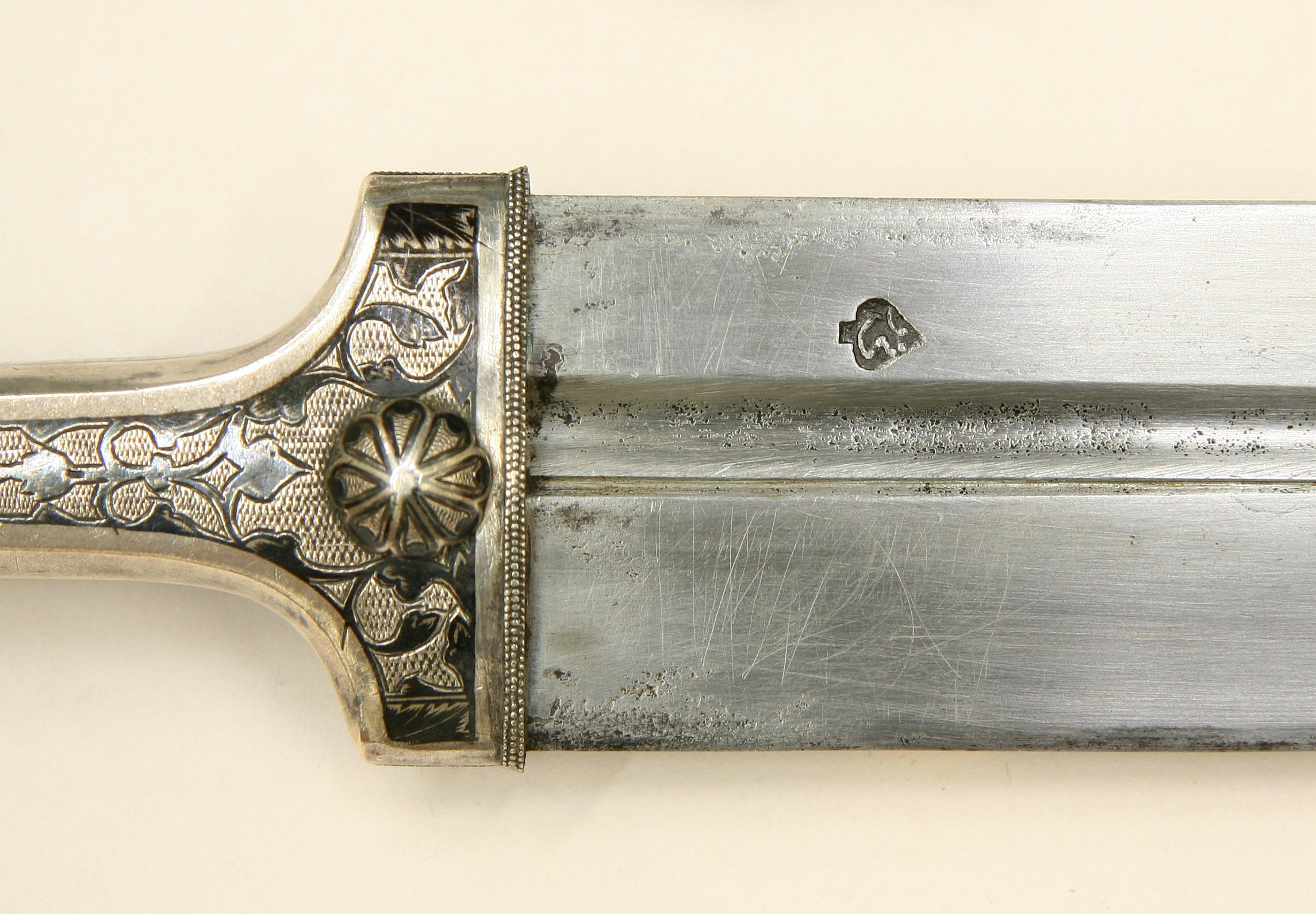
Khanjali, Kubachi (?), Dagestan, 1800-1850
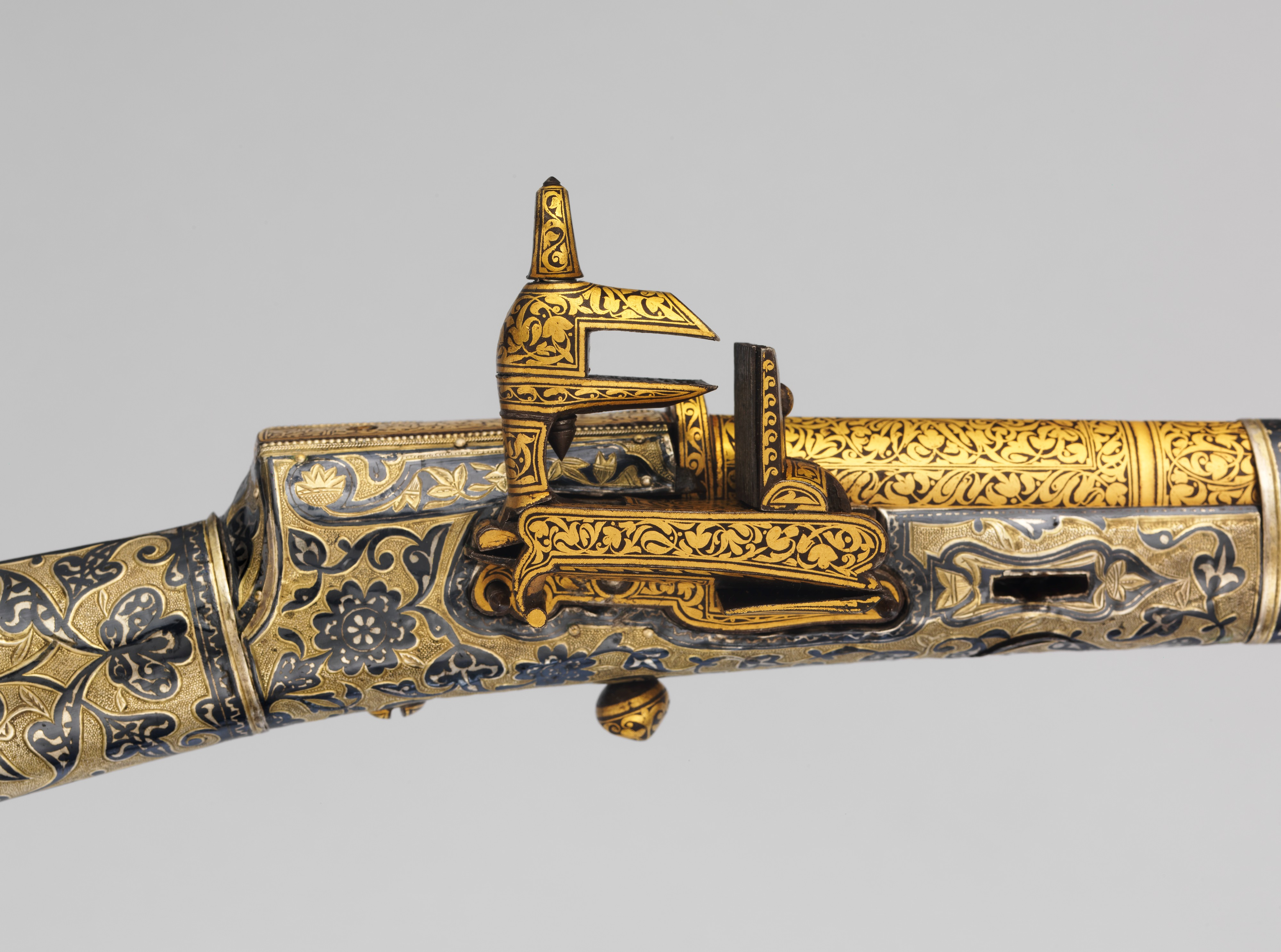
Skałkówka, Kubachi, Dagestan, 1800-1850, również posiada złotą i srebrną dekoracje.

## Składniki i technika

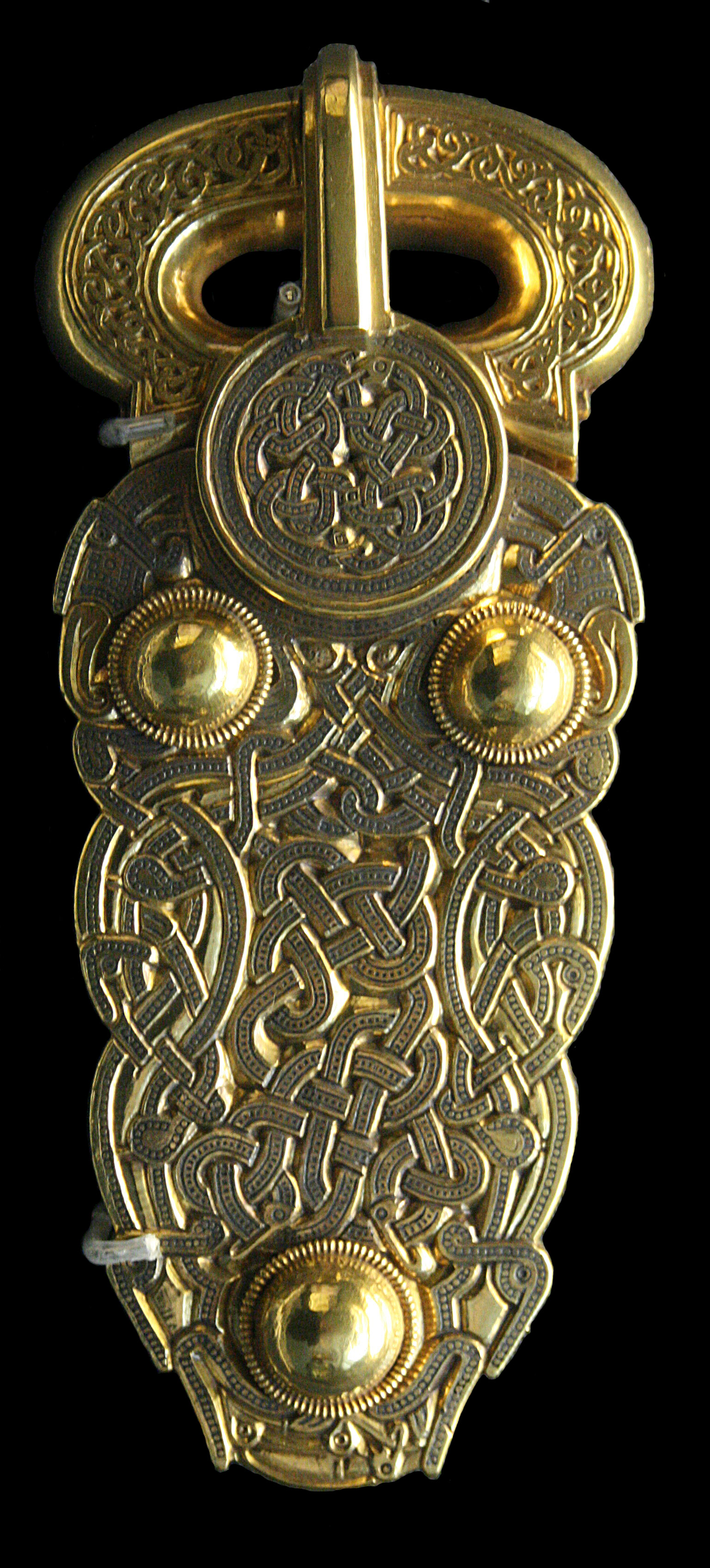
Anglo-saska klamra wykonana ze złota w VII wieku z dyskretnym niello podkreślającym wplecenie, Sutton Hoo

Dzięki badaniom naukowym i źródłom historycznym wiemy, że istniało wiele różniących się od siebie receptur. We wcześniejszych epokach podejrzewa się, że niello było wytwarzane z jednego rodzaju siarczku, który był także tym samym pierwiastkiem co podłoże, nawet jeśli to było złoto (co było trudne do wyprodukowania). Siarczek miedzi został odnaleziony na rzymskich przedmiotach, a siarczek srebra pojawia się na srebrze. Dopiero później tworzono wieloskładnikowe pasty; Pliniusz daje recepty na złożone mieszaniny składające się z miedzi i srebra, ale wydaje się, że był kilka wieków przed swoimi czasami, ponieważ nie odnaleziono takich artefaktów z okresu przedśredniowiecznego. Większość bizantyńskich i wczesnośredniowiecznych past niello są opisywane jako srebrno-miedziane, kiedy srebrno-miedziano-ołowiane pojawiają się dopiero od XI wieku.
Teofil Prezbiter (1070-1125) i Benvenuto Celllini (1500-1571) w IX-wiecznym Mappae clavicula dają dokładne rady na temat używania mieszanin srebra, miedzi i ołowiu z lekko różnymi proporcjami składników. Cellini używał więcej ołowiu. Typowymi przepisami były "siarka z różnymi metalami i boraksem"; "miedź, srebro i ołów, do których jeszcze w płynnej formie jest dodawana siarka...[przedmiot] jest następnie pokrywany warstwą boraksu..."
W czasie kiedy różne instrukcje mówią o wypalaniu w paleniskach lub piecach muflowych to inne polecają otwarty ogień. Pojawia się wiele porad na temat temperatury topnienia. Ogólnie pasta srebrno-miedziano-ołowiana jest łatwiejsza do wyrabiania. Wszystkie mieszaniny posiadają taki sami czarny kolor po tym, jak już wykonano wszystkie kroki.

## Literatura
- Craddock, P. T., "Metal" V. 4, Grove Art Online, Oxford Art Online. Oxford University Press. Web. 1 Oct. 2017, wymagana subskrypcja
- Craddock, Paul and Giumlia-Mair, Allessandra, "Hsmn-Km, Corinthian bronze, Shakudo: black patinated bronze in the ancient world", rozdział 9 w Metal Plating and Patination: Cultural, technical and historical developments, Ed. Susan La-Niece and Craddock, P. T., 2013, Elsevier, ISBN 1483292061, 9781483292069, google books
- Dickinson, Oliver et al., The Aegean Bronze Age, 1994, Cambridge University Press, ISBN 0521456649, 9780521456647, The Aegean Bronze Age
- Ganina, O. (1974), The Kiev museum of historic treasures (A. Bilenko, Trans.). Kiev, Ukraine: Mistetstvo Publishers
- Johns, Catherine, The Jewellery of Roman Britain: Celtic and Classical Traditions, 1996, Psychology Press, ISBN 1857285662, 9781857285666, google books
- Kozakiewicz Stefan red., Słownik terminologiczny sztuk pięknych, Państwowe Wydawnictwo Naukowe, Warszawa 1969.
- Landau, David, and Parshall, Peter. The Renaissance Print, Yale, 1996, ISBN 0300068832
- Levinson Jay A. (red.), Early Italian Engravings from the National Gallery of Art, National Gallery of Art, Washington (katalog), 1973, LOC 7379624
- Maryon, Herbert, Metalwork and Enamelling, 1971 (5th ed.). Dover, New York, ISBN 0486227022, google books
- Lucas A and Harris J. Ancient Egyptian Materials and Industries, 2012 (reprint, 1st edn 1926), Courier Corporation, ISBN 0486144941, 9780486144948, google books
- "Newman": R. Newman, J. R. Dennis, & E. Farrell, "a Technical Note on Niello", Journal of the American Institute for Conservation, 1982, Volume 21, Number 2, Article 6 (pp. 80 to 85), tekst online
- Osborne, Harold (red), "Niello", in The Oxford Companion to the Decorative Arts, 1975, OUP, ISBN 0198661134
- Smith, W. Stevenson, and Simpson, William Kelly. The Art and Architecture of Ancient Egypt, 3rd edn. 1998, Yale University Press (Penguin/Yale History of Art), ISBN 0300077475
- Thomas, Nancy R., "The Early Mycenaean Lion up to Date", str. 189–191, w Charis: Essays in Honor of Sara A. Immerwahr, Hesperia (Princeton, N.J.) 33, 2004, ASCSA, ISBN 0876615337, 9780876615331, google books
- Twardecki Alfred, Mały słownik sztuki starożytnej Grecji i Rzymu, Warszawa 1998.
- Zarnecki, George i inni; English Romanesque Art, 1066–1200, 1984, Arts Council of Great Britain, ISBN 0728703866

## Dalsza lektura
- Dittell, C. (2012), Overview of Siam Sterling Nielloware, Tampa, FL (or Survey of Siam Sterling Nielloware, (E-Book), Bookbaby Publishers)
- Giumlia-Mair, A. 2012. "The Enkomi Cup: Niello versus Kuwano", in V. Kassianidou & G. Papasavvas (eds.) Eastern Mediterranean Metallurgy and Metalwork in the Second Millennium BC. A Conference in Honour of James D. Muhly, Nicosia, 10–11 October 2009, 107–116. Oxford & Oakville: Oxbow Books.
- Northover P. and La Niece S., "New Thoughts on Niello", w From Mine to Microscope: Advances in the Study of Ancient Technology, eds. Ian Freestone, Thilo Rehren, Shortland, Andrew J., 2009, Oxbow Books, ISBN 1782972773, 9781782972778, google books
- Oddy, W., Bimson, M., & La Niece, S. (1983). "The Composition of Niello Decoration on Gold, Silver and Bronze in the Antique and Mediaeval Periods". Studies in Conservation, 28(1), 29–35. doi:10.2307/1506104, JSTOR